# Tesoro della cattedrale di Aquisgrana

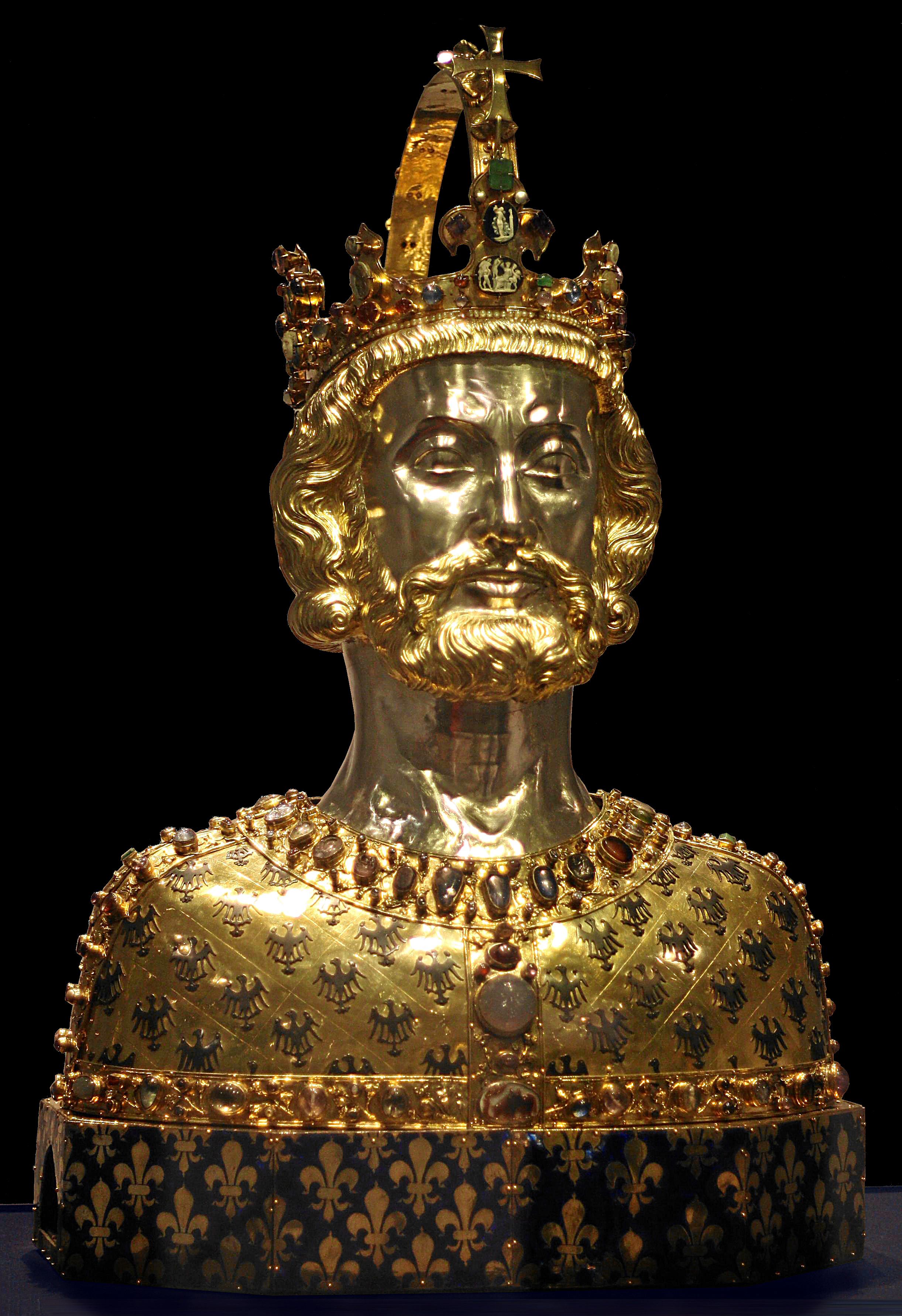
Busto di Carlo Magno, Aquisgrana, dopo il 1349

Il tesoro della cattedrale di Aquisgrana è una delle più importanti collezioni di tesori culturali ecclesiastici del mondo. Il museo nel quale è conservato, patrocinato dal Capitolo della Cattedrale di Aquisgrana, si trova nel centro storico di Aquisgrana nei locali del chiostro della cattedrale. Sono esposte opere del periodo tardoantico, bizantino, carolingio, ottoniano, stauferiano e gotico. La collezione della camera del tesoro della cattedrale è stata aggiunta alla lista del patrimonio culturale mondiale dell'UNESCO nel 1978, insieme alla cattedrale, come primo monumento sul suolo tedesco.

## Storia

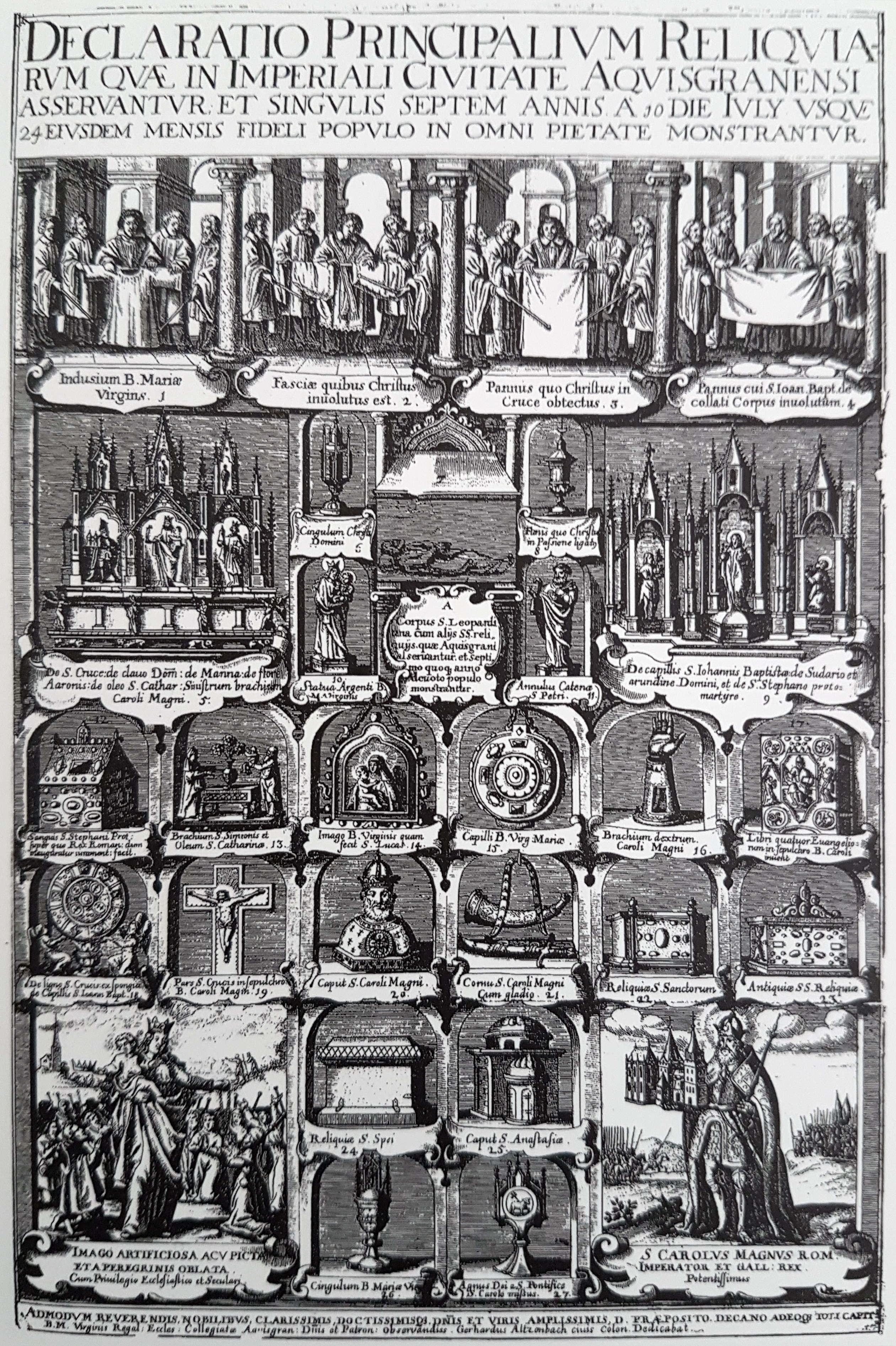
Incisione del 1615 circa raffigurante le reliquie di Aquisgrana, in cui si riconoscono molti dei pezzi più importanti del tesoro

Sebbene il tesoro della cattedrale sia aperto al pubblico solo dal XIX secolo, esiste almeno dal IX secolo. Il primo elenco di reliquie, che presuppone l'esistenza di una collezione di relativi reliquiari, risale comunque all'XI secolo. La straordinaria entità del tesoro di Aquisgrana, sia in termini quantitativi che qualitativi, si deve al fatto che la cattedrale fu per secoli la chiesa dell'incoronazione del Sacro Romano Impero, dal 936 al 1531. Solo dopo essere stato unto ad Aquisgrana il sovrano poteva essere incoronato imperatore del Sacro Romano Impero a Roma, dal papa. Innumerevoli oggetti preziosi entrarono nella collezione come donazioni reali, altri furono parti essenziali delle cerimonie di incoronazione.
Nel corso dei secoli, il tesoro ha avuto una storia tumultuosa. Gli oggetti furono spediti lontano durante la Guerra dei trent'anni e di nuovo nel 1794 quando le truppe rivoluzionarie francesi occuparono Aquisgrana e la incorporarono nel distretto della Ruhr. Nell'agosto di quell'anno, il tesoro viene trasportato al Collegium Liborianum, convento dei cappuccini di Paderborn, dove tre oggetti delle insegne imperiali, fino ad allora parte del tesoro di Aquisgrana (l' Evangeliario dell'Incoronazione, la sciabola di Carlo Magno e la Borsa di Santo Stefano) furono estratti dalla collezione e portati a Vienna. Da allora, queste insegne imperiali di Aquisgrana sono rimaste nel Tesoro Imperiale a Vienna. Nel 1804 Marc-Antoine Berdolet, primo vescovo di Aquisgrana, donò due pezzi della collezione all'imperatrice Giuseppina di Beauharnais durante una sua visita in città, come ringraziamento a lei e al marito Napoleone Bonaparte per aver garantito il ritorno del tesoro ad Aquisgrana dopo i moti rivoluzionari. I due pezzi donati furono il reliquiario del braccio di Carlo Magno, ora al museo del Louvre  di Parigi, e il talismano di Carlo Magno, ora nel tesoro della cattedrale di Reims.
All'inizio della seconda guerra mondiale, il tesoro fu trasportato a Bückeburg insieme ad oggetti provenienti da altri tesori del museo Suermondt-Ludwig di Aquisgrana. Il luogo di ricovero non era appropriato e nel 1941 Heinrich Himmler fece stilare un elenco di oggetti "importanti per il Reich" e un altro di oggetti "di poca importanza per il Reich". I cosiddetti oggetti "importanti" furono trasportati al castello di Albrechtsburg di Meißen. La selezione comprendeva il Karlsschrein, il Marienschrein, il busto di Carlo Magno, la Croce di Lotario e il santuario dei Re Magi. Il resto della collezione fu rimandato a Aquisgrana e riposto nella torre sud della cattedrale. Su insistenza del Reichskonservator Robert Hiecke e del Provinzialkonservator Franz Wolff-Metternich, gli oggetti conservati ad Albrechtsburg furono trasferiti a Siegen il 13 settembre 1944 e ricoverati nella galleria Hain delle miniere di rame della cittadina, assieme al tesoro della cattedrale di Essen e a quello della cattedrale di Treviri, agli oggetti più preziosi del Museo Renonese e le porte in legno della basilica di Santa Maria in Campidoglio di Colonia.
Nel frattempo, tutti gli oggetti rispediti nella cattedrale assistevano da vicino agli eventi bellici. Due oggetti del tesoro, ossia il cofanetto del Noli me tangere e la cosiddetta croce pettorale di Carlo Magno, furono prelevati dall'allora tesoriere mons. Johannes Crumbach e portati nella sua casa, che fu colpita da una bomba al fosforo nel luglio 1941. Il cofanetto ne fu distrutto e la croce gravemente danneggiata. Dopo la battaglia di Aquisgrana (ottobre 1944), la città praticamente spopolata e distrutta rimase per mesi in prima linea, col altissimo rischio di ulteriori distruzioni o razzie del tesoro ammassato nella torre sud della cattedrale.
Il lunedì di Pasqua del 1945 un giovane vicario, Erich Stephany, accompagnato dall'ufficiale americano Walker Hancock responsabile del programma Monuments, Fine Arts, and Archives, si recò a Siegen per ispezionare i depositi nelle miniere di sale. Il 7 maggio tornarono a Siegen per riportare i tesori ad Aquisgrana, ma la consegna venne interrotta dalla resa tedesca. La collezione ritornò nella città d'origine solo il 26 maggio grazie ad Hancock, che riuscì a impedirne il trasferimento a Marburgo caricandola senza alcun permesso su un camion poi guidato fino ad Aquisgrana.

### Conservazione del tesoro

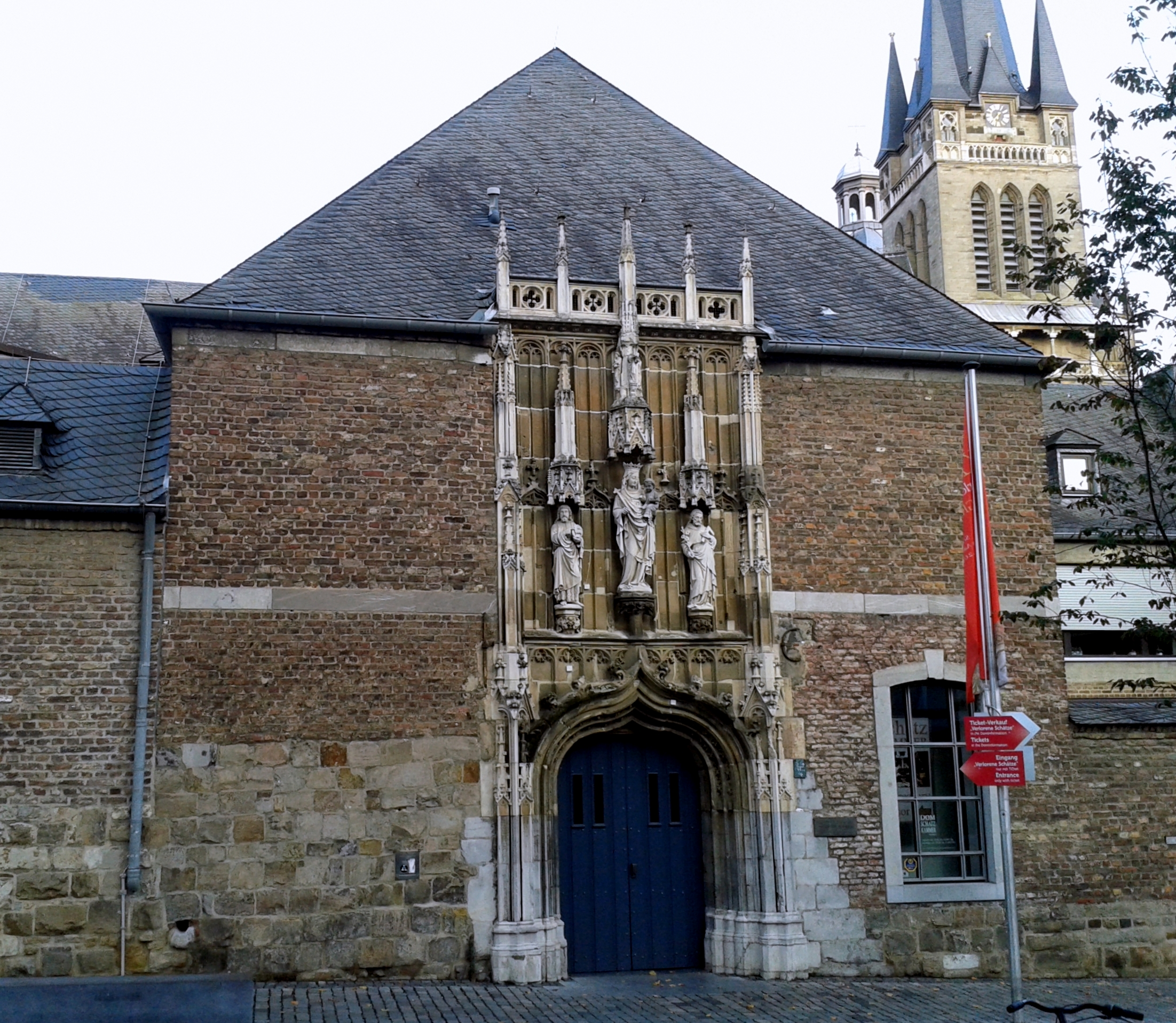
Ingresso principale ai locali del museo, detto Kleines Drachenloch, in origine un ingresso quattrocentesco al chiostro della cattedrale.

Dal XV al XIX secolo, i pezzi della collezione in costante crescita furono conservati in un grande reliquiario gotico collocato nella sagrestia, al pianterreno della Matthiaskapelle (Cappella di Mattia). Presumibilmente, al piano superiore della cappella esisteva una stanza dei paramenti che, dopo la brutta esperienza del grande incendio di Aquisgrana nel 1656, era protetta contro il fuoco da una volta di protezione in laterizio e da un contropavimento. Secondo Franz Bock, lo scrigno del tesoro fu smantellato nel XIX secolo. e la sua porta dipinta fu inserita in un nuovo armadio, opitante i "pezzi principali" del tesoro in uno spazio molto piccolo: il Karlsschrein e Marienschrein, l'Altare d'oro, la croce di Lotario, il busto di Carlo Magno e tutti i reliquiari. Questo secondo scrigno fu inizialmente allestito nella Karlskapelle (Cappella di Carlo) al piano superiore nord dal 1873 al 1881, fino a quando fu collocato nella Ungarnkapelle (Cappella Ungherese) a causa delle migliori condizioni climatiche. La collezione vi rimase fino al 1931, tranne nel periodo della prima guerra mondiale in cui fu trasferita altrove. Una guida di viaggio del XIX secolo riferisce che il tesoro così custodito veniva mostrato dal sagrestano ai visitatori a fronte di un pagamento.
Alla fine della prima guerra mondiale, l'allora capomastro della cattedrale Joseph Buchkremer scelse la Allerseelenkapelle (Cappella dei Morti) come luogo sicuro per riallestire il tesoro. Il tesoro fu restituito da Paderborn, dove era stato ricoverato, nel 1922 e fu aperto al pubblico nella nuova collocazione nel 1931. Il tesoro, che per secoli era stato custodito in uno stretto scrigno, poteva ora essere mostrato in una sala di 90 m², adeguata ai requisiti e i criteri museali e di sicurezza dell'epoca. Questa posizione fu mantenuta fino al 1979, a parte il trasferimento della collezione durante la seconda guerra mondiale.
Nel 1975, a causa dell'importanza del tesoro, il Ministero federale per la pianificazione del territorio, l'edilizia e lo sviluppo urbano decide di erigere un bunker per la protezione dei manufatti. Poiché solo brevi vie di trasporto possono garantire un trasferimento sicuro in caso di emergenza, il capitolo della cattedrale decise di costruire una nuova tesoreria nelle immediate vicinanze del nuovo bunker protettivo, sul lato ovest del chiostro. La progettazione e l'attuazione durarono dal 1975 al 1979. Il contenuto e il design furono sviluppati e implementati dal capomastro della cattedrale Leo Hugot, da Erich Stephany del capitolo della cattedrale e dalla storica dell'arte Herta Lepie. Nel 1979 fu messo in servizio il nuovo spazio espositivo, con i reperti disposti in ordine cronologico in tre sale su una superficie di 490 m². I lavori permisero anche di riqualificare l'antico chiostro della cattedrale col suo ricco ingresso in pietra quattrocentesco, detto Kleines Drachenloch ("piccolo buco del drago"), e le cantine a volta sotterranee.
Nel corso del tempo, tuttavia, emersero carenze tecniche tali da rischiare di mettere in pericolo il tesoro. Pertanto, anche a causa del numero di visitatori inaspettatamente elevato, nel 1995 fu realizzato un nuovo allestimento per rispondere alle nuove esigenze didattiche, conservazionistiche e di sicurezza del museo. Inoltre, apparve evidente che una presentazione cronologica era piuttosto difficile da comprendere per i visitatori. Il nuovo allestimento fu sviluppato da Herta Lepie, Georg Minkenberg, il Capitolare della cattedrale August Peters e il capomastro della cattedrale Hans-Karl Siebigs, mentre l'esecuzione fu affidata all'architetto Winfried Wolks. La precedente area espositiva venne ampliata a 600 m², con la possibilità di riservare spazi a mostre temporanee. Il nuovo percorso espositivo venne ripensato non più per ordine cronologico ma secondo cinque argomenti, che mostrano chiaramente le relazioni tra le parti del tesoro.

## Descrizione
Oltre ai cinque complessi tematici, approfonditi di seguito, sulle diverse funzioni e significati storici, religiosi e culturali della cattedrale di Aquisgrana, anche il ricchissimo tesoro tessile rappresenta una parte importante del nuovo allestimento. In contrasto con i precedenti concetti espositivi, il percorso espositivo termina con la fine di Aquisgrana come luogo dell'incoronazione nel XVI secolo. Alcune delle opere d'arte realizzate in epoca postmedievale e moderna, per arredare le collegiate e le cattedrali, troveranno in futuro posto nelle cappelle della cattedrale.

### Aree tematiche
L'allestimento odierno del tesoro conta più di 100 opere d'arte raggruppate secondo cinque temi:
- Carlo Magno
- Le incoronazioni
- La liturgia
- La devozione mariana
- Pellegrinaggio e reliquiari

#### Carlo Magno
Il fulcro della mostra è la testimonianza dell'odierna cattedrale come ex cappella palatina del palazzo di Carlo Magno. Il pezzo principale della sezione è il busto tardo gotico in argento dorato di Carlo Magno, modello per numerosi busti reliquiari successivi. È possibile che il corpo di Carlo Magno fosse stato trovato nel sarcofago di Proserpina, un sarcofago marmoreo romano dell'inizio del III secolo d.C., sepolto nella cattedrale di Aquisgrana e conservato nella stessa sezione. Sono conservati stabilmente nel coro della cattedrale, e non in questa sezione del museo, i due reliquiari più importanti del tesoro, il Karlsschrein, il Marienschrein. Tra i pezzi più importanti esposti nella sezione si trovano:
- Busto di Carlo Magno, busto reliquiario del sovrano in parte in argento dorato (h 86,3 cm), forse dono di Carlo IV, dopo il 1349. La corona di fabbricazione praghese proviene certamente da donazione di Carlo IV e fu indossata anche dall'imperatore Sigismondo di Lussemburgo alla sua incoronazione nel 1414[7];
- Due reliquiari a tre torri in argento dorato con frammenti di strumenti della passione (corona di spine, croce, chiodo e spugna), reliquie di Carlo Magno e altre reliquie (h 125 cm e 93,5 cm), Aquisgrana, 1350 ca e 1380 ca[8];
- Reliquiario del braccio di Carlo Magno, argento dorato (h 85 cm), Francia (Lione?), 1481[9];
- Vangeli di Aquisgrana (Inv. -No. 4) (30,5 × 24 cm), composti da 280 fogli di pergamena con miniatura a tutta pagina con i Quattro Evangelisti, creati presso la scuola di corte di Aquisgrana sotto l'influenza bizantina, 815 ca, considerati una delle principali opere di miniatura carolingia[10];
- Sarcofago di Proserpina, sarcofago in marmo scolpito (220×64×58 cm) con rilievi della Fuga di Proserpina, età romana, primo quarto del III secolo d.C., probabilmente il sarcofago originale della sepoltura di Carlo Magno[11];
- Olifante detto "Corno da caccia di Carlo Magno", zanna di elefante scolpita (l 58 cm) con finiture in argento, Italia meridionale (ambito saraceno), 1000 ca, con tracolla tardo gotica[12][13];
- "Coltello da caccia di Carlo Magno", ferro damasceno, ambito anglosassone o scandinavo,, VIII secolo[14]. Insieme al "coltello di Petrus" dal tesoro della Cattedrale di Bamberga, è l'unico coltello medievale conosciuto che è stato conservato fuori terra, non proveniente cioè da sepolture. Il relativo fodero di cuoio risale probabilmente all'XI secolo e porta l'iscrizione in maiuscola anglosassone allegata BYRHTSIGE MEC FECID ("Byrthsige [Brillante vincitore] mi ha fatto");
- Dittico carolingio (Inv. -No. G 8), copertina di libro composta da due placche d'avorio (31,7×10,8 m ciascuna) in argento, cornici gotiche, con sei scene neotestamentarie, scuola del palazzo di Aquisgrana, primo quarto del IX secolo[15][16]. Il dittico fu poi riutilizzato come copertina di un antifonario dell'inizio del XV secolo[17]
- Quadrigastoff (tessuto della Quadriga), sciamito porpora bizantino, VIII secolo, 76×75 cm. Faceva probabilmente parte dei sudari con cui Carlo fu sepolto il 28 Gennaio 814. Di fronte a uno sfondo blu scuro, con un motivo giallo-marrone, raffigura la scena di una arena tardoantica. La seta, che Otto von Falke descrisse come il più antico e importante tessuto figurativo bizantino, mostra una mescolanza di motivi bizantini e persiani. Dalla stoffa di Aquisgrana fu separato nel 1850 un frammento, oggi al Museo del Medioevo di Parigi[18][19].
- Croce pettorale di Carlo Magno[20], in realtà probabilmente creata a Liegi nell'XI o XII secolo,[21] un reliquiario con una scheggia della croce di Cristo. Dal Chronicon di Tietmaro di Merseburgo[22][23] si sa che Ottone III prelevò dalla tomba di Carlo la sua croce pettorale, quando ispezionò il sepolcro nel 996-997 ma, data l'incompatibilità tra lo stile della croce e la cronologia degli eventi, è improbabile che si tratti di questo manufatto.
- Reliquiario del braccio di Carlo Magno, argento dorato, (h 85 cm), Francia (Lione?), 1481[9];
- Carlo Magno inginocchiato, Colonia?, inizi del XIV secolo[24].

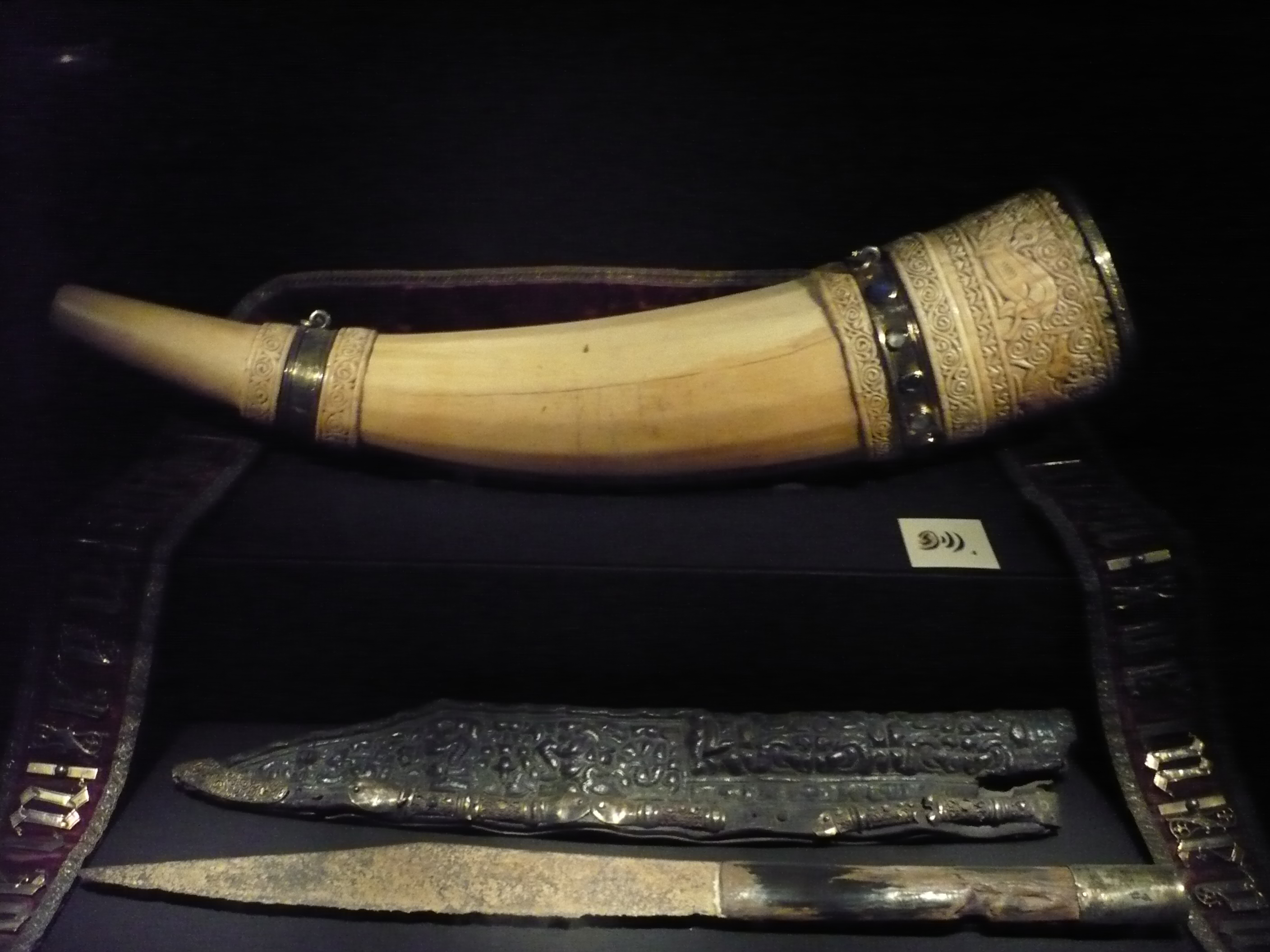
Olifante ("corno da caccia di Carlo Magno", 1000 ca) e il "coltello da caccia di Carlo Magno" (VIII secolo)
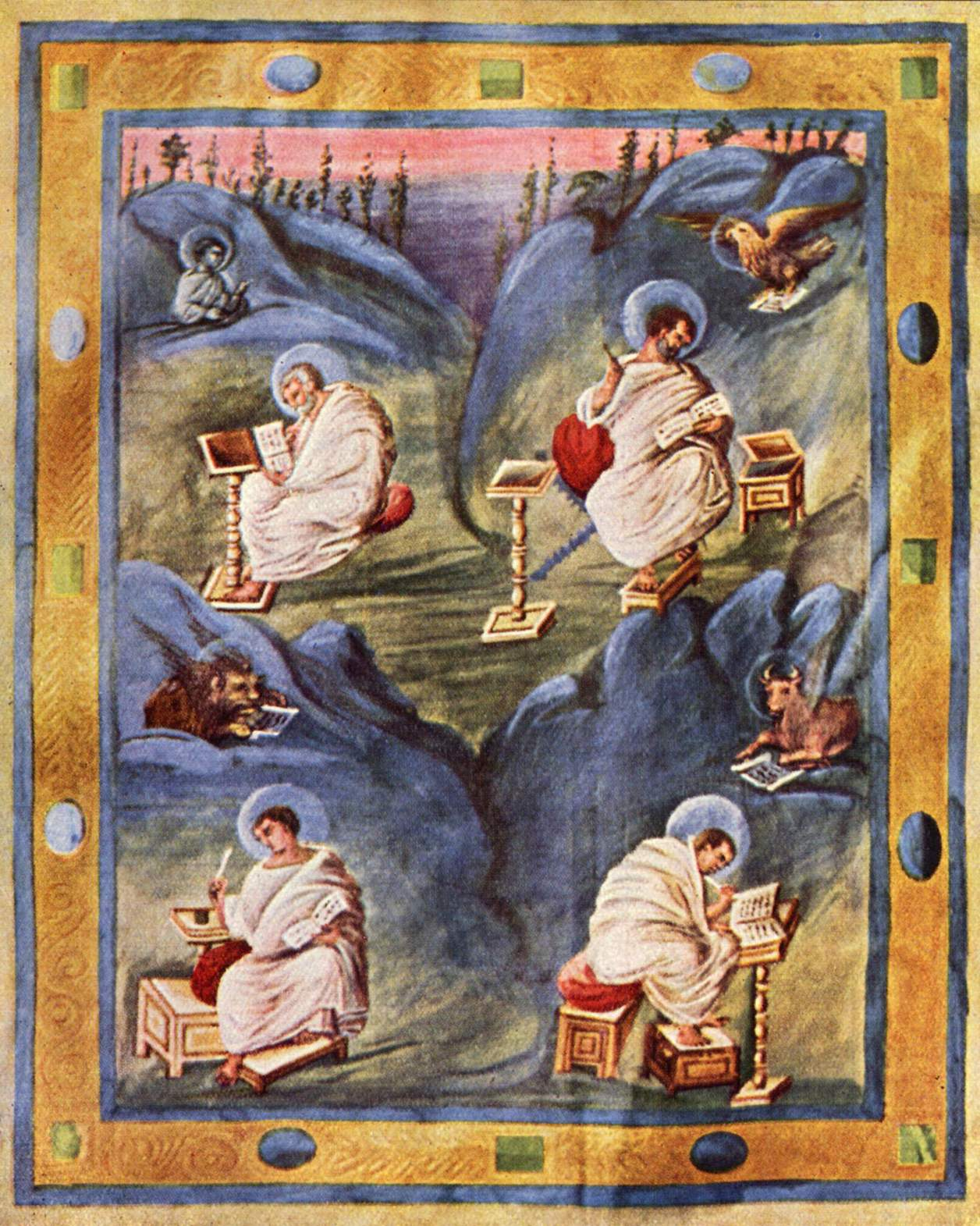
Vangeli di Aquisgrana, 815 ca
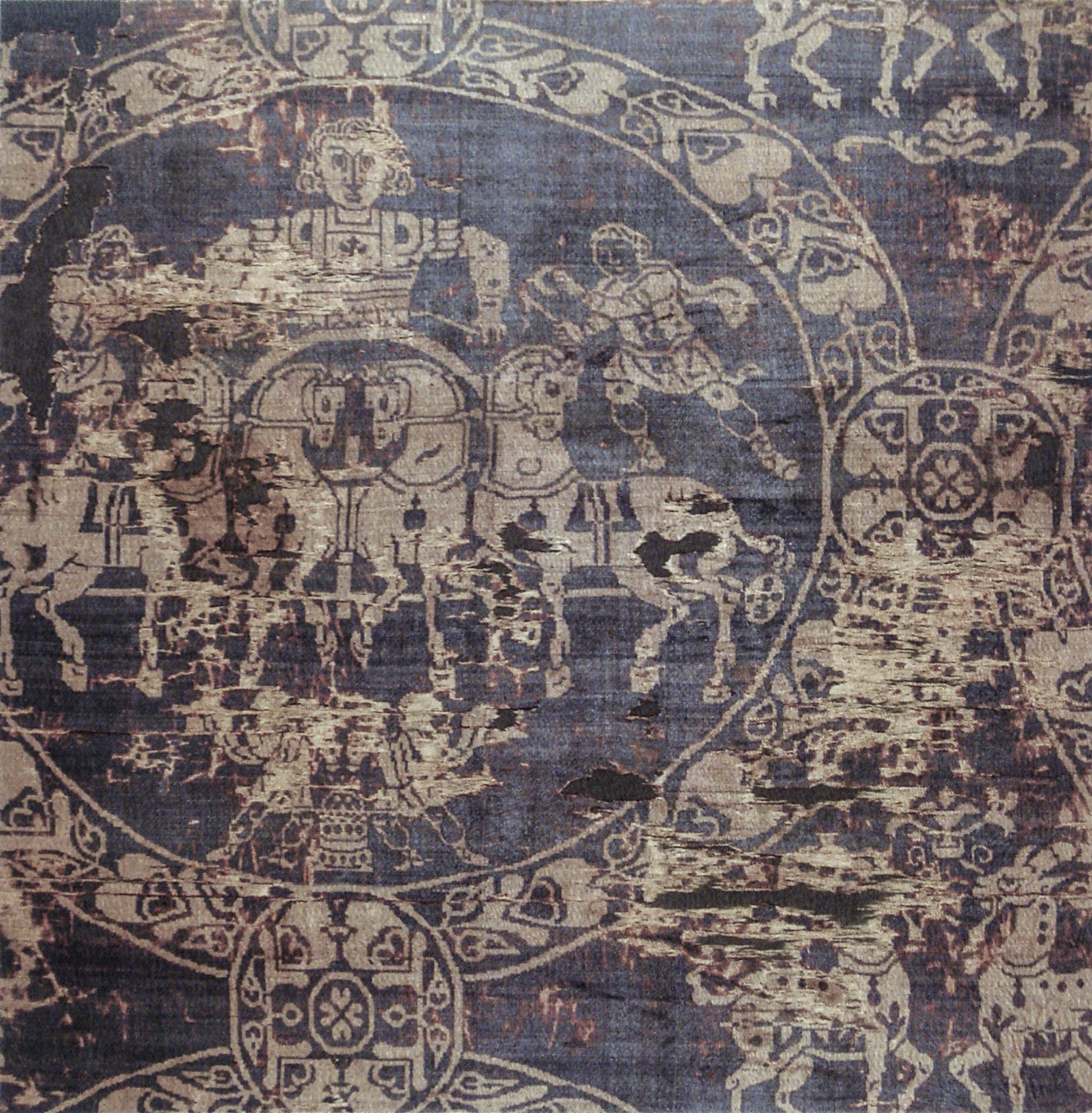
Quadrigastoff (VIII secolo), qui un pezzo identico dal Musée national du Moyen Age, Parigi, separato nel 1850 ad Aquisgrana
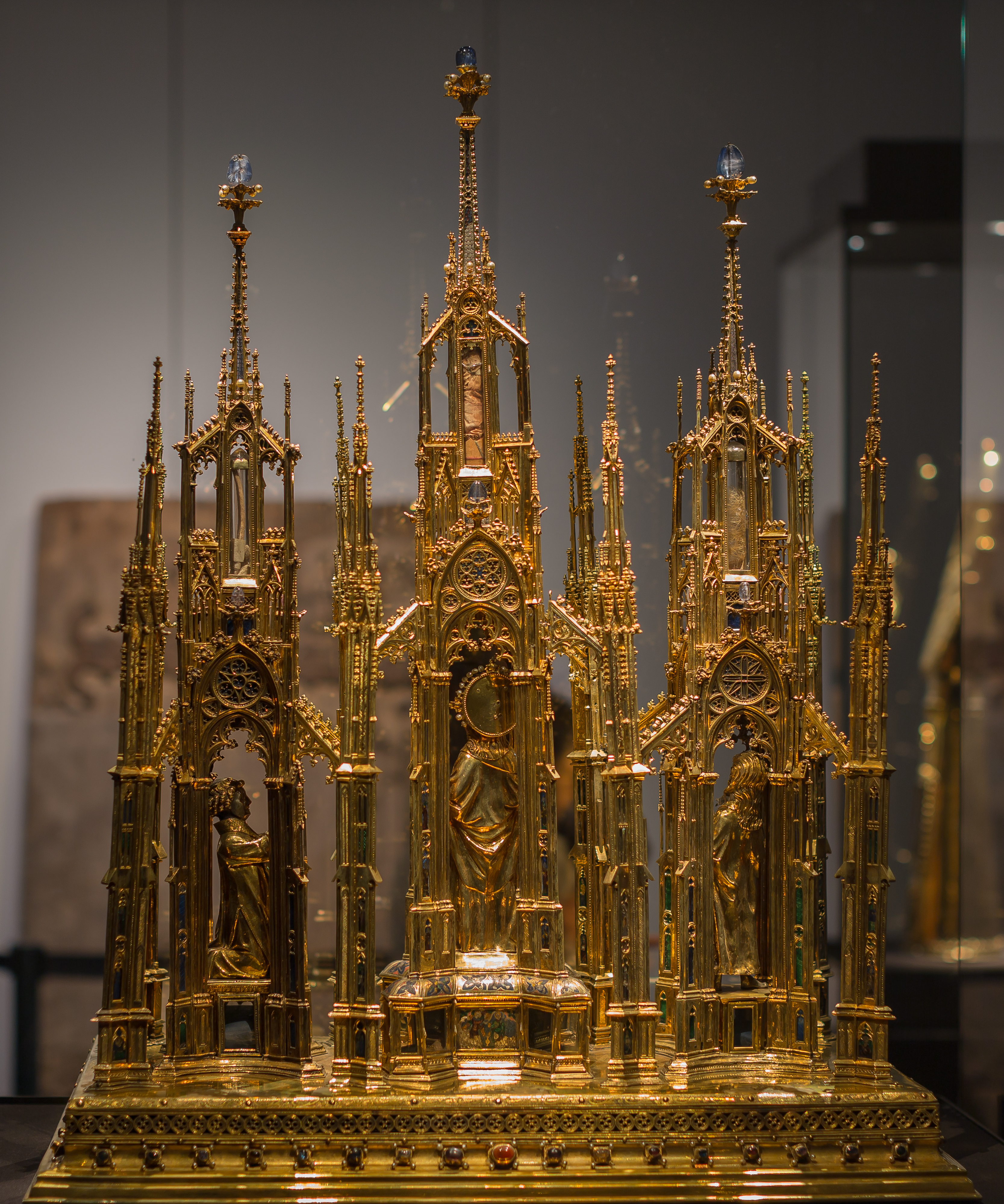
Reliquiario a tre torri (1370/90 circa)
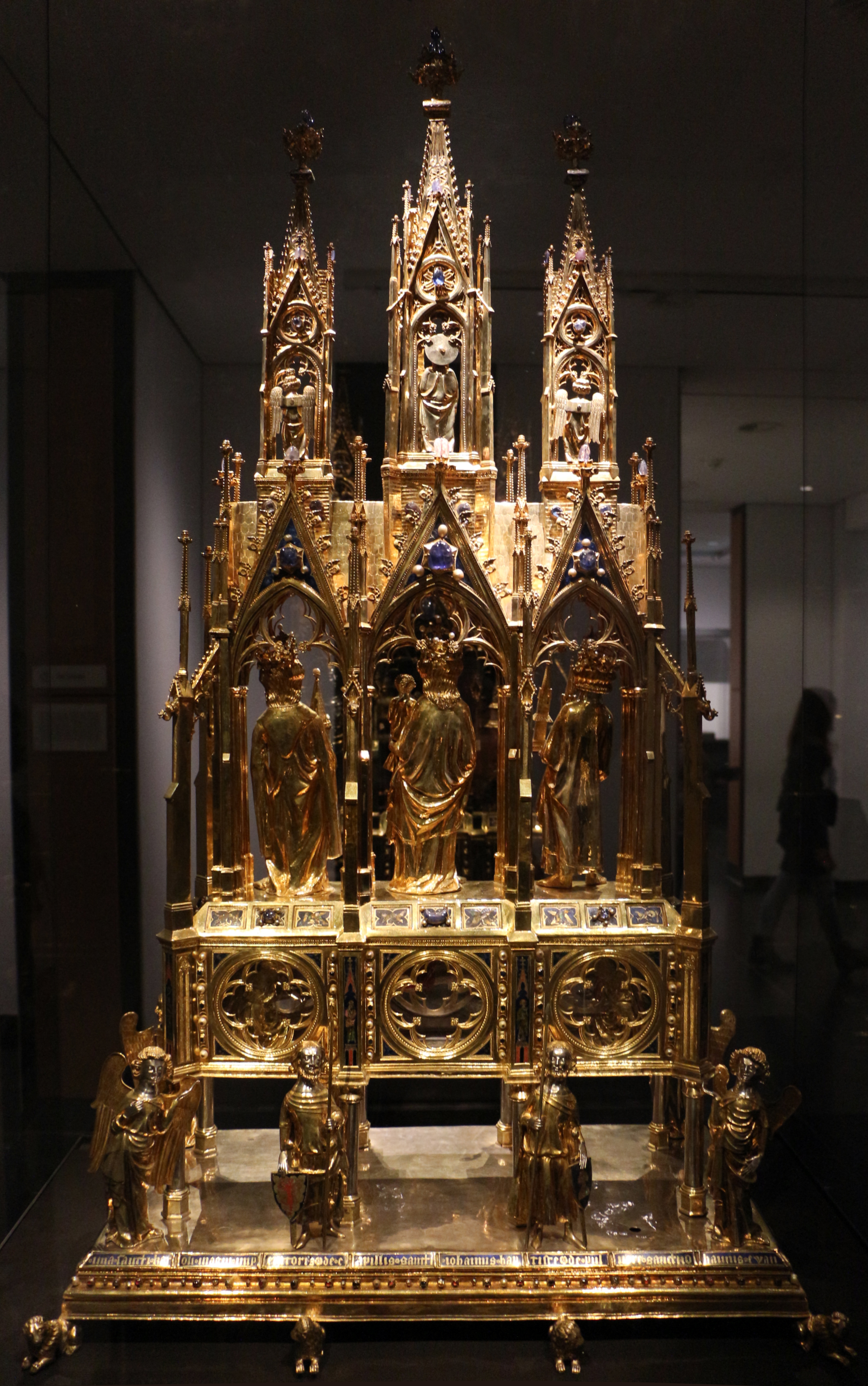
Reliquiario a tre torri (1350 circa)
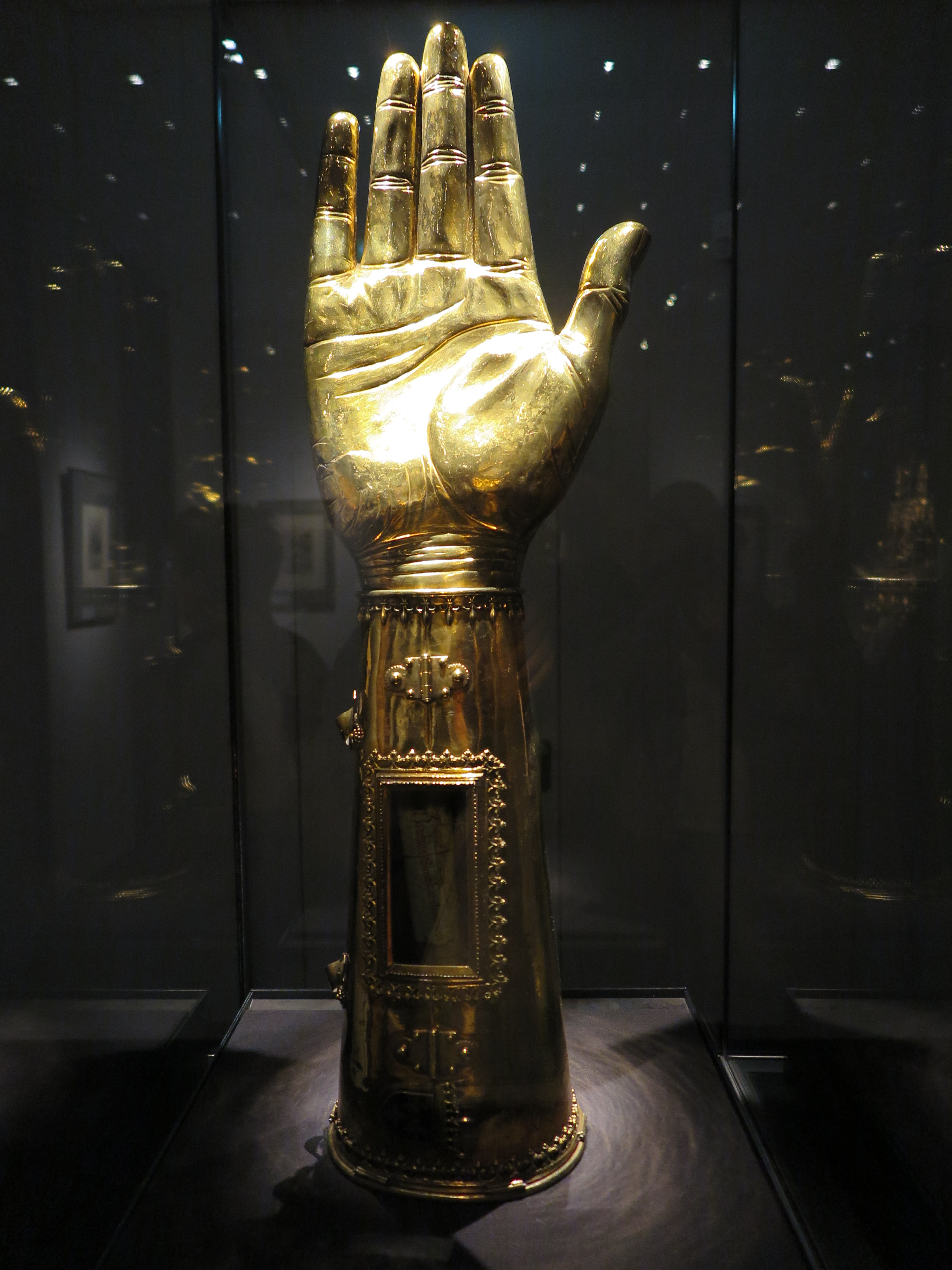
Reliquiario del braccio di Carlo Magno (Francia, 1481)
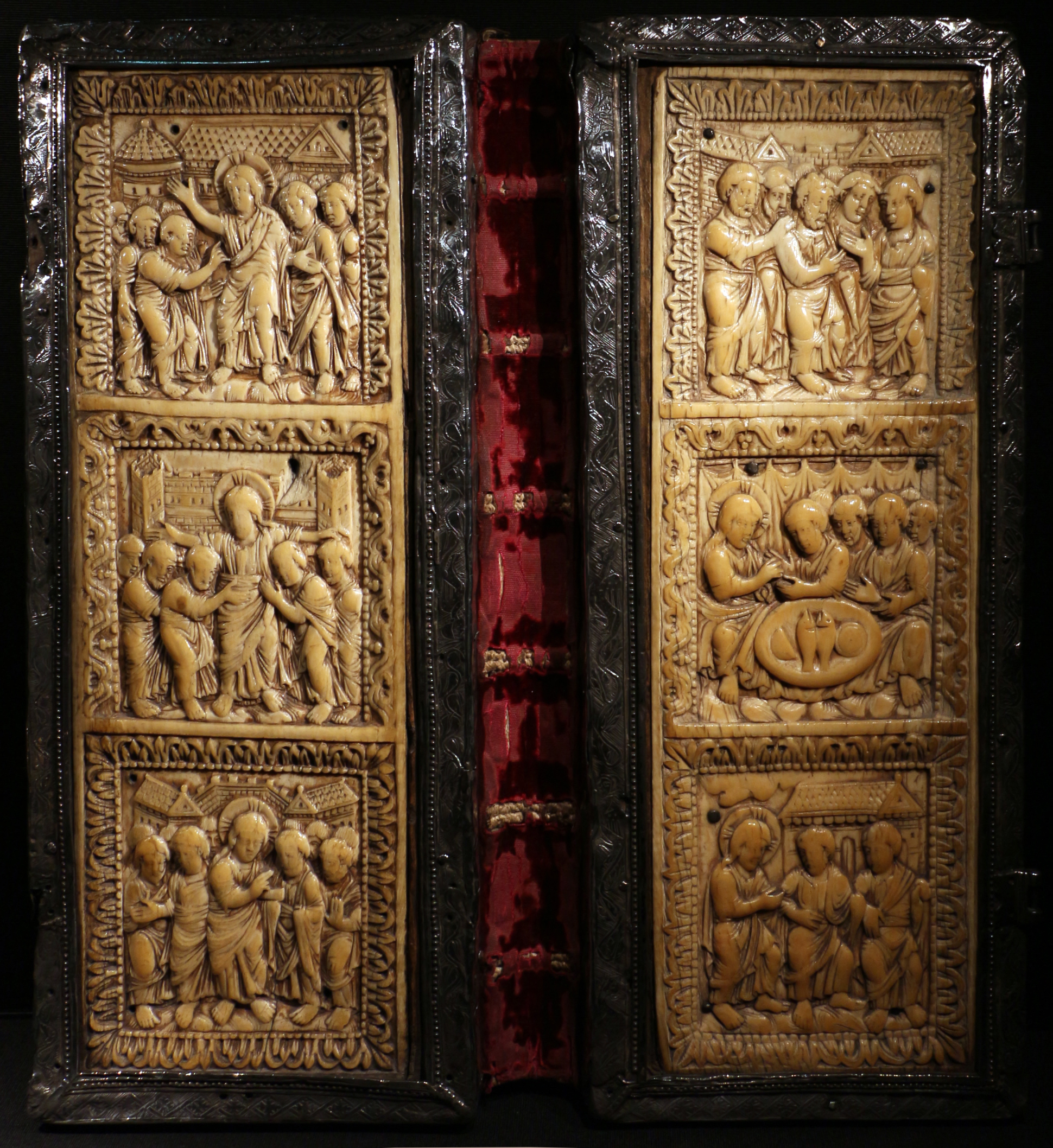
Dittico carolingio, primo quarto del IX secolo
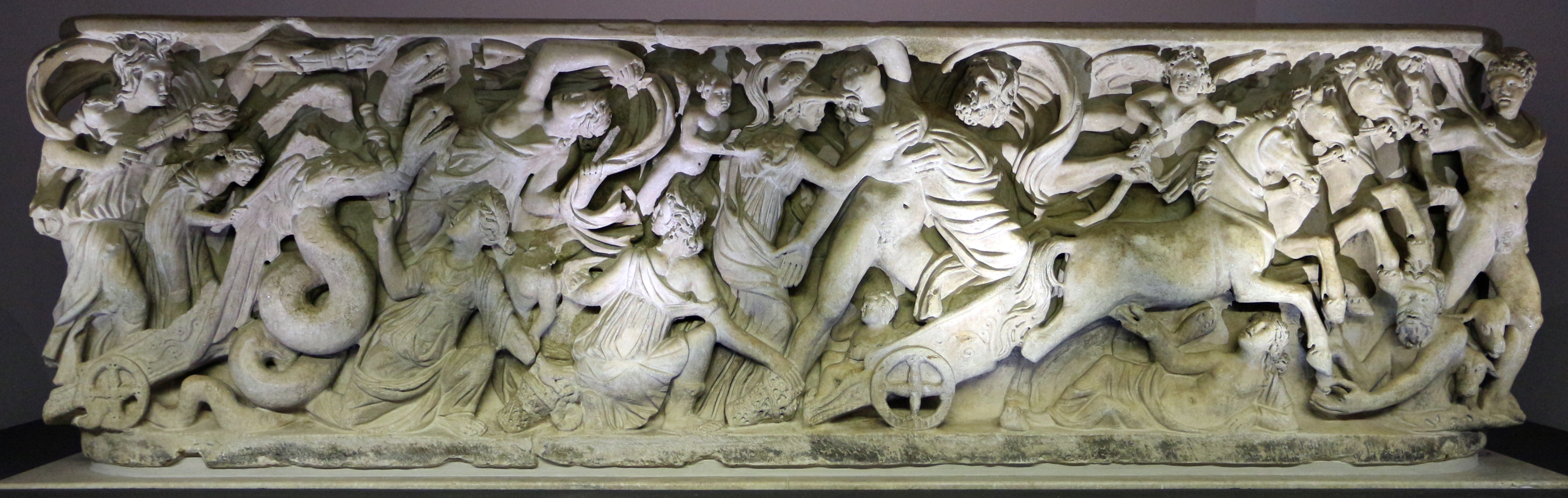
Sarcofago di Proserpina, III secolo d.C.

#### Liturgia
Nella seconda sezione si trovano oggetti legati alla liturgia, tra cui svariati reliquiari e una vasta collezione di vasi liturgici, candelieri e croci processionali, accumulati nel tesoro della cattedrale in quasi 1200 anni di storia. In questa sezione si trovano anche opere di pittura e scultura connesse alla liturgia, come altari, parti di altari e statue liturgiche. Tra i pezzi più importanti esposti nella sezione si trovano:
- Croce di Lotario, croce processionale in oro e argento dorato (50×38,5 cm) con gemme antiche, pietre preziose e perle, Colonia?, 1000 ca, con piedistallo tardogotico. La croce reca un cammeo centrale che mostra l'imperatore romano Augusto e una pietra da sigillo carolingia che rimanda al sovrano Lotario II di Lotaringia, al cui nome si associa il manufatto. Per la sua fattura, così come per la sua concezione estetica - dal decoro quasi esuberante con pietre preziose, perle e filigrana alle sue belle proporzioni - è uno tra i migliori esempi del tipo di crux gemmata medievale. La croce è ancora oggi utilizzata nel culto in occasioni speciali[25].
- Altare della Passione (470×143 cm), opera del Maestro dell'Altare di Aquisgrana, commissionato da Theodoricus van Gouda (ritratto come donatore, in basso a sinistra) per la chiesa carmelitana di Colonia, Colonia, 1515-20 circa[26].
- Altare scolpito con Gregorsmesse (messa di San Gregorio) (284×129 cm), Hildesheim, 1525 ca[27][28]
- Ostensorio tardogotico (h 59,5 cm), realizzato da Hans von Reutlingen, 1520 ca[29].
- Due candelieri in argento parzialmente dorato, Ungheria, 1367 circa[30].
- Coronamento di un bastone da cantore, Aquisgrana, 1420 circa, con aquila superiore del 1470 circa[31].
- Due calici (h 22,8 e 18 cm), in parte in argento dorato con filigrana e smalto, manifattura ungherese, 1510 ca[32].
- Antependium degli Apostoli (25×25 cm ogni pannello), Aquisgrana, c. 1481[33][34];
- San Pietro, argento dorato (h 72,5 cm), opera di Hans von Reutlingen, Aquisgrana, 1510 ca[35].

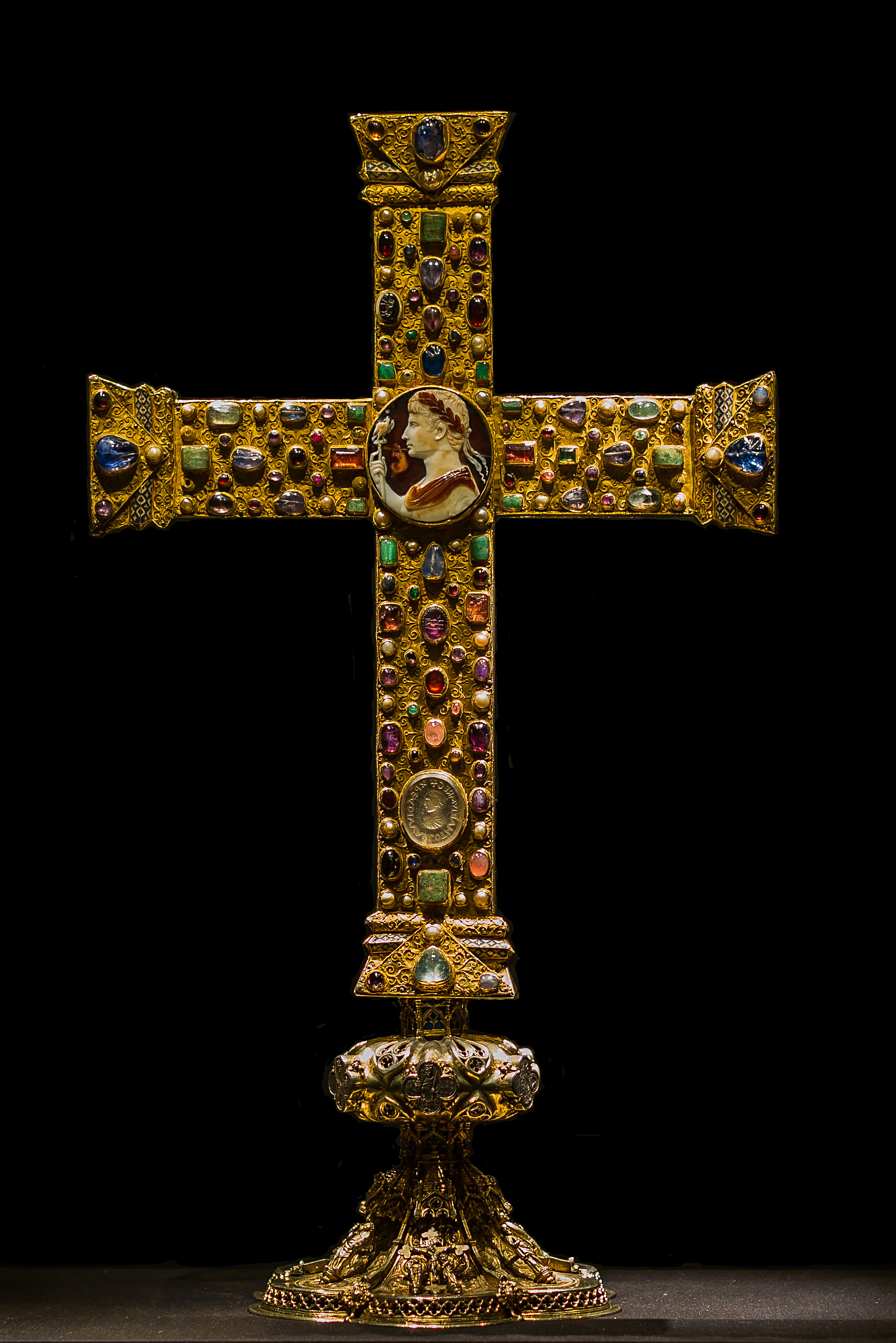
Croce di Lotario, 985 ca
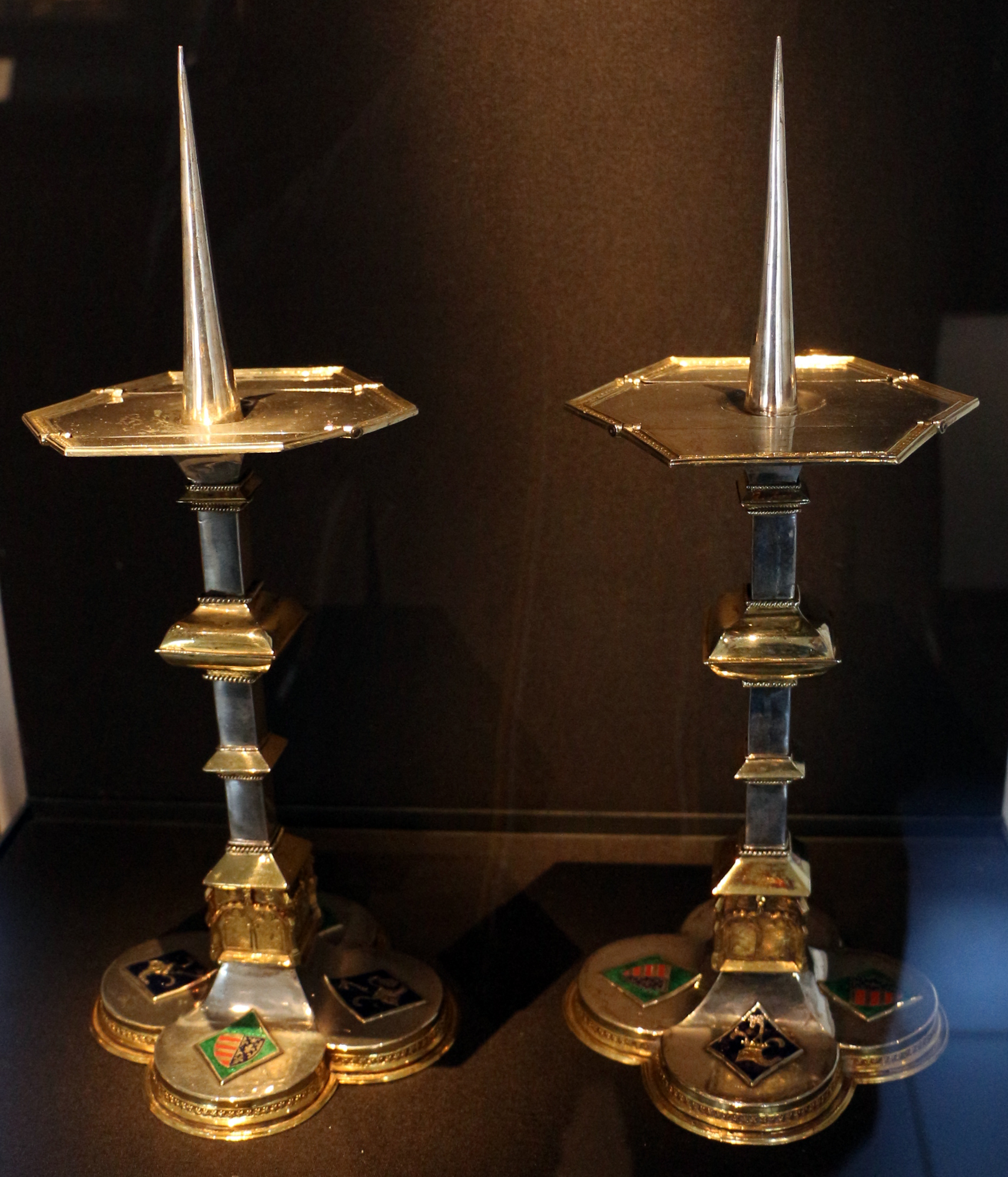
Coppia di candelieri, 1367 circa
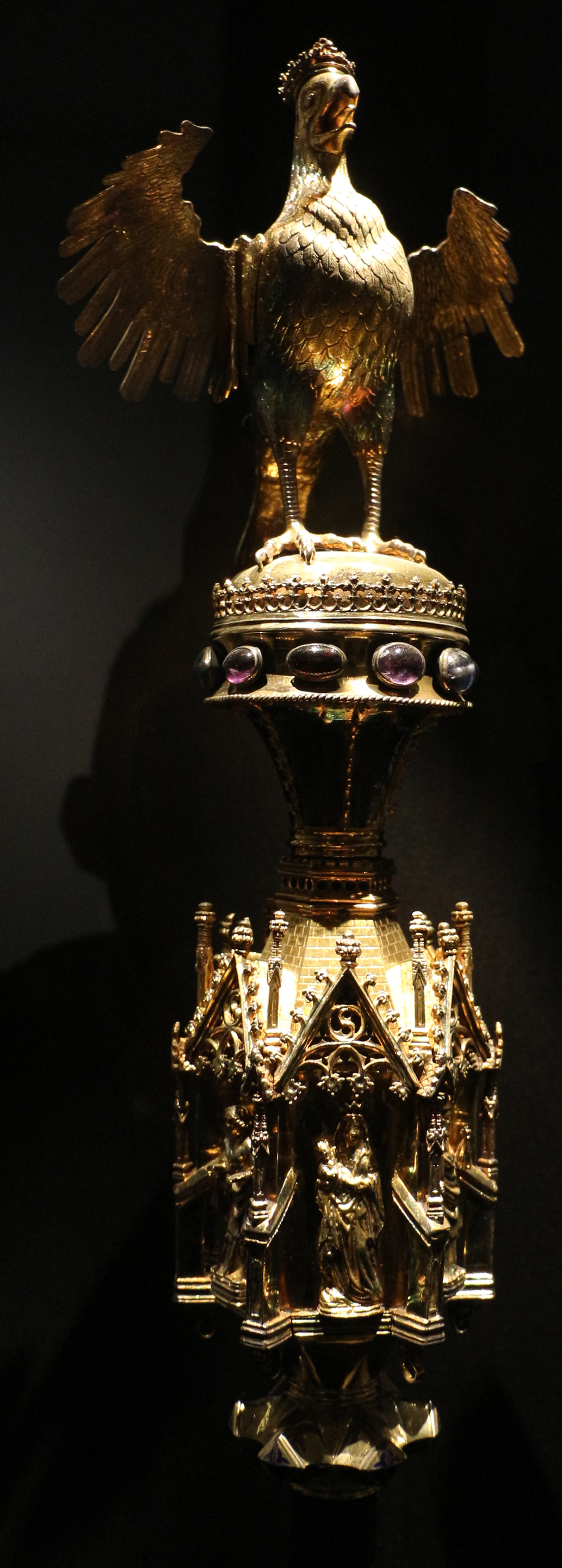
Coronamento di bastone da cantore, nodo del 1420 ca, aquila del 1470 ca
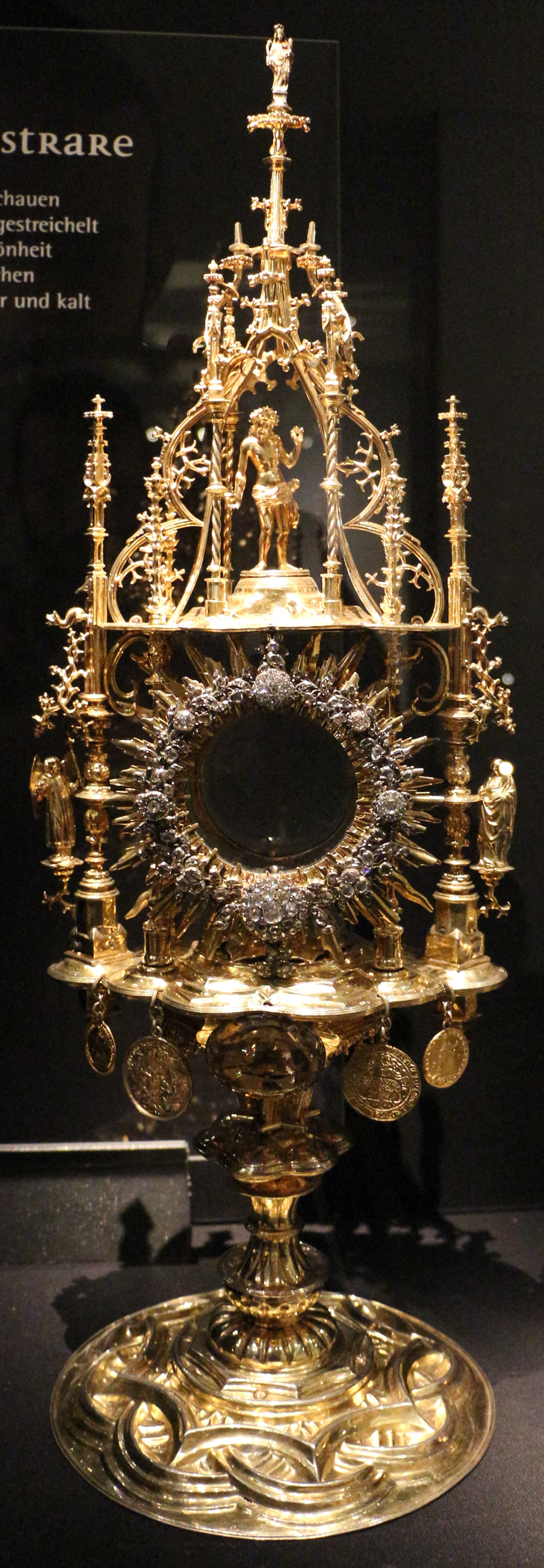
Ostensorio di Hans von Reutlingen
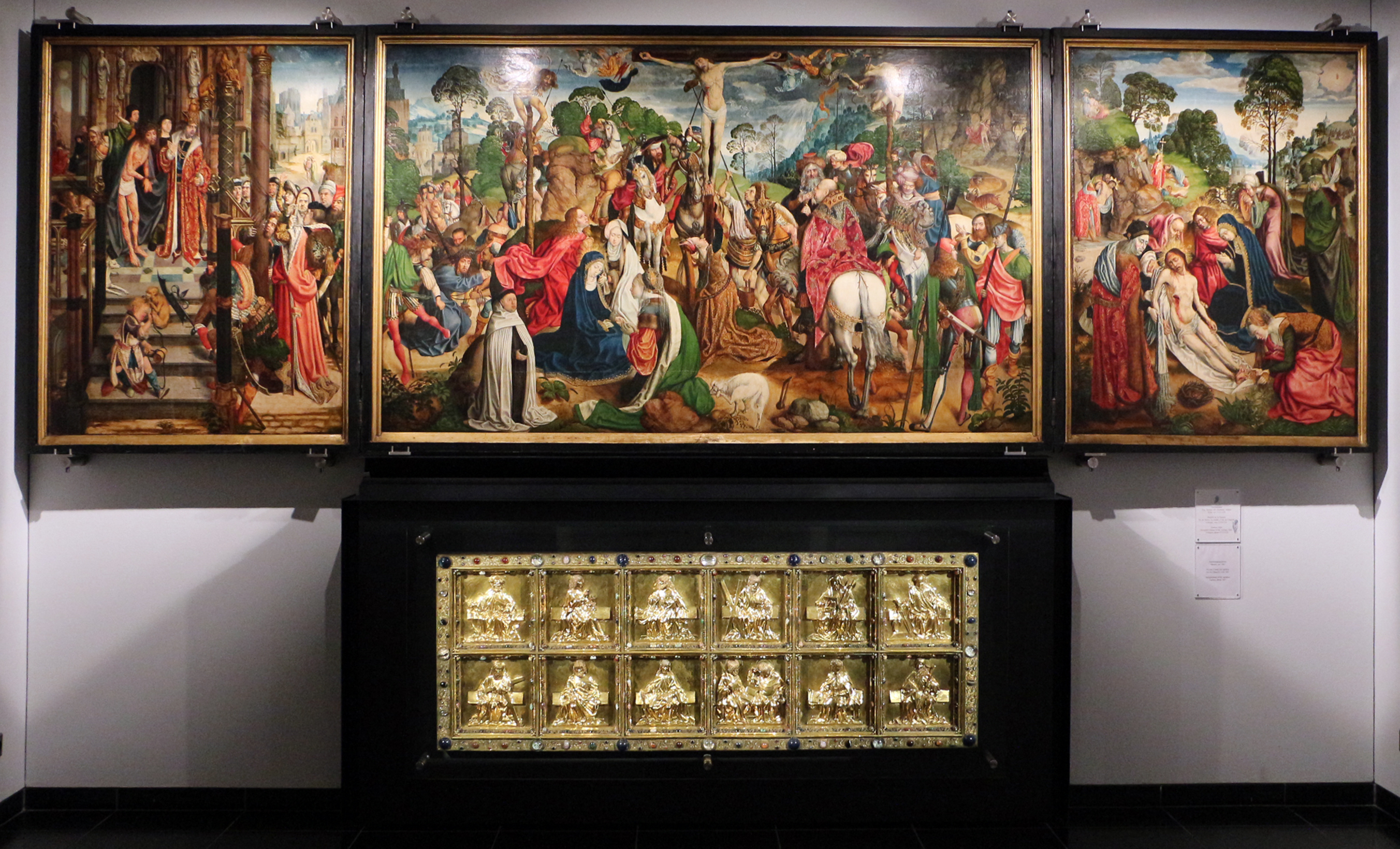
Altare della Passione, 1515-20 ca, allestito nel museo del tesoro sopra l'Antependium degli Apostoli
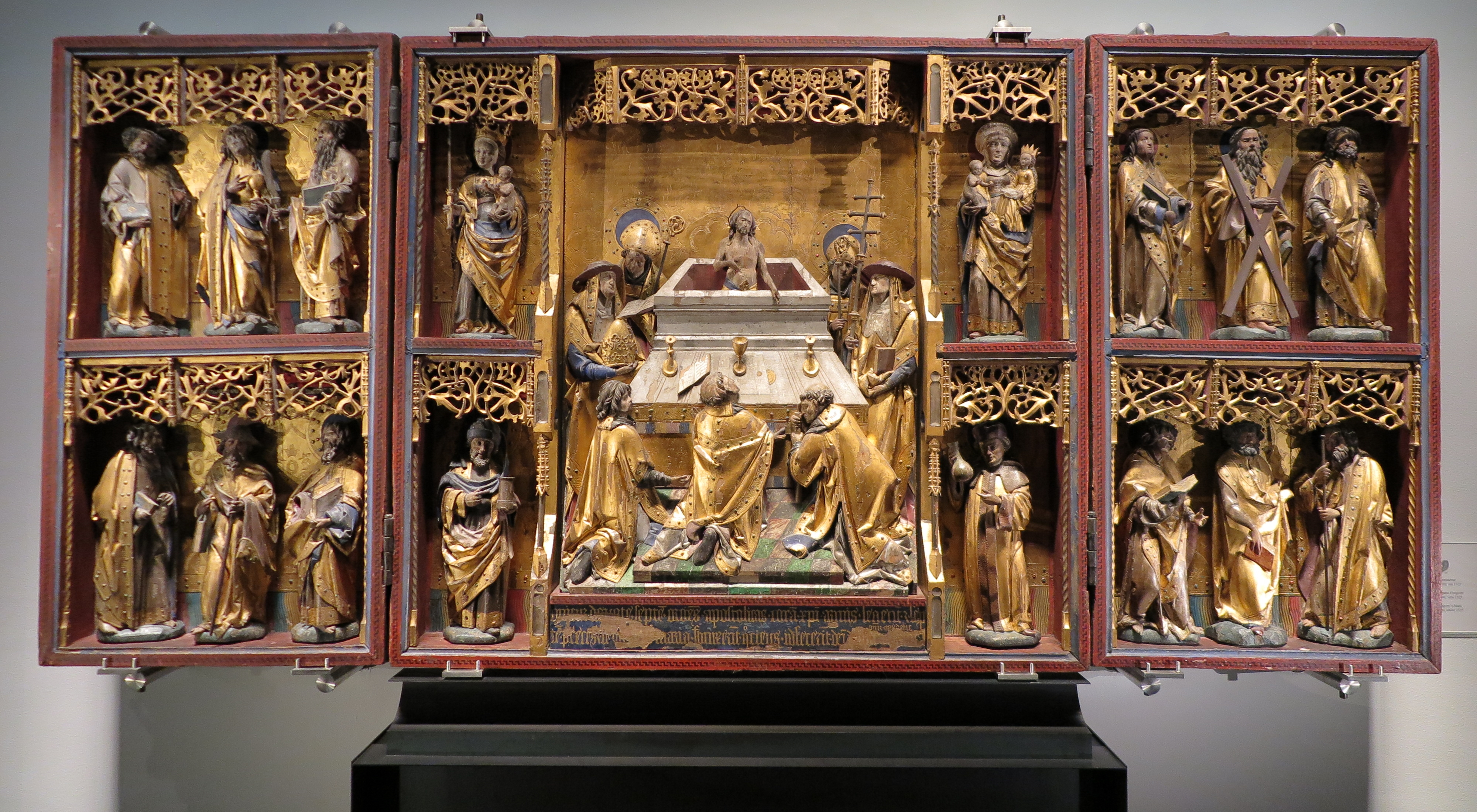
Gregorsmesse, 1525 ca

#### Incoronazioni
Le opere d'arte giunte ad Aquisgrana in occasione delle incoronazioni reali tra il 936 e il 1531 costituiscono un ulteriore fulcro tematico. Tra i pezzi più importanti esposti nella sezione si trovano:
- Evangeliario di Liuthar (inv. -No. 25) (29,8×21,5 cm), originario dell'abbazia di Reichenau, 1000 circa. Donato da Ottone III, si tratta di un gruppo di manoscritti prodotti nell'ambito della rinascita ottoniana, per le cui miniature è stato utilizzato per la prima volta nella storia della miniatura occidentale il fondo oro. Si conserva anche l'originale copertina dell'Evangeliario di Liuthar, in oro, gemme e avorio, realizzata intorno al 1020, riutilizzata fino al 1972 come copertina dei Vangeli di Aquisgrana[36];
- Situla, (h 17,5 cm) con rilievi in avorio e pietre preziose, Germania Ovest o Lorena, 1000 ca, molto probabilmente per donazione di Ottone III (manico in bronzo del 1863)[37][38];
- Pannello in tre parti (20 × 11,5 cm) con rilievi della Nascita di Cristo, il Battesimo nel Giordano e la Crocifissione, Maaslands, 1100 ca[37];
- Codice Wenzel (messale del mese di dicembre), XIV secolo[36];
- Scettro di Riccardo di Cornovaglia, argento dorato con colomba (h 86 cm), Inghilterra, 1220 circa[39];

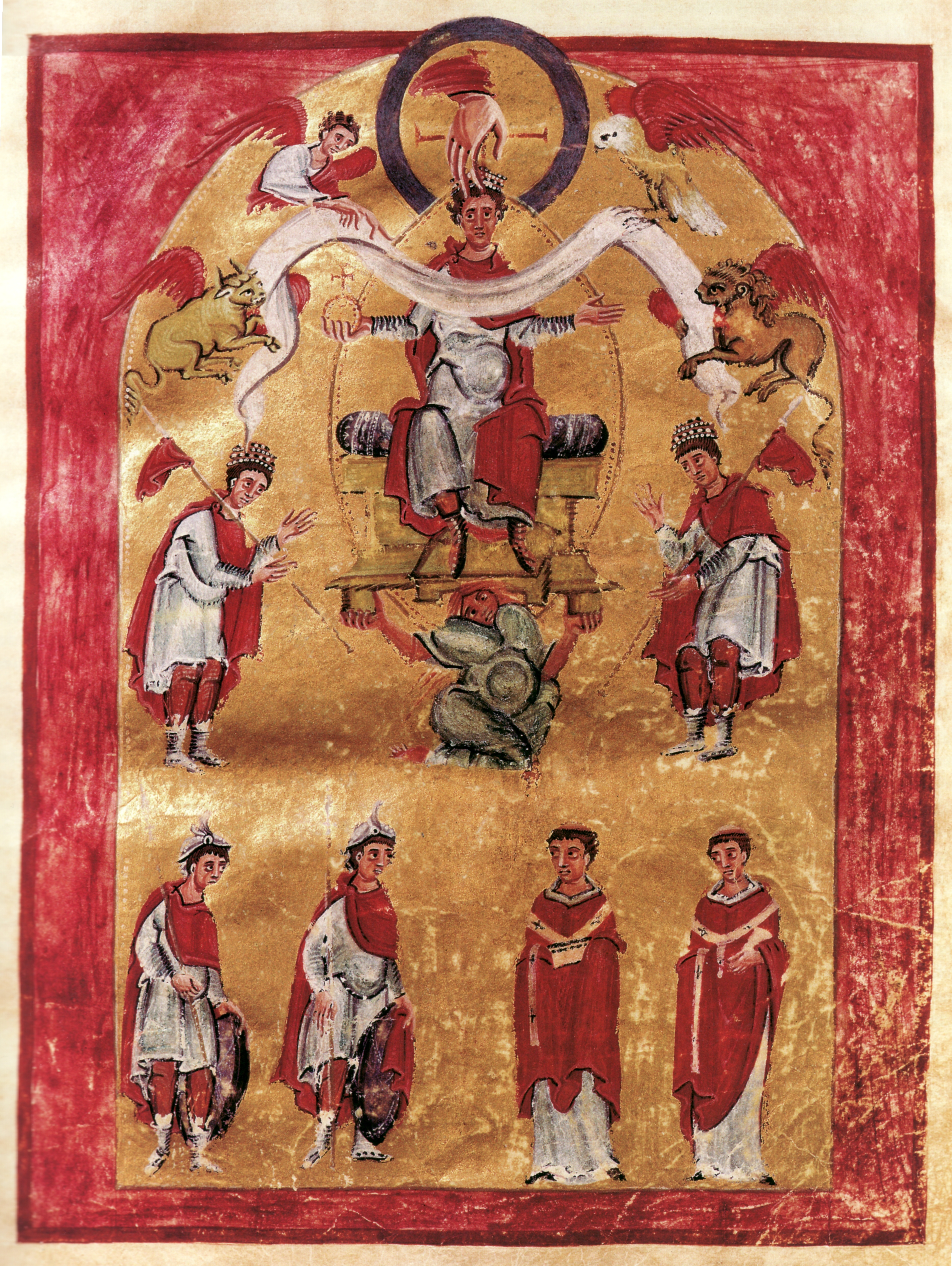
Evangeliario di Liuthar, 1000 ca
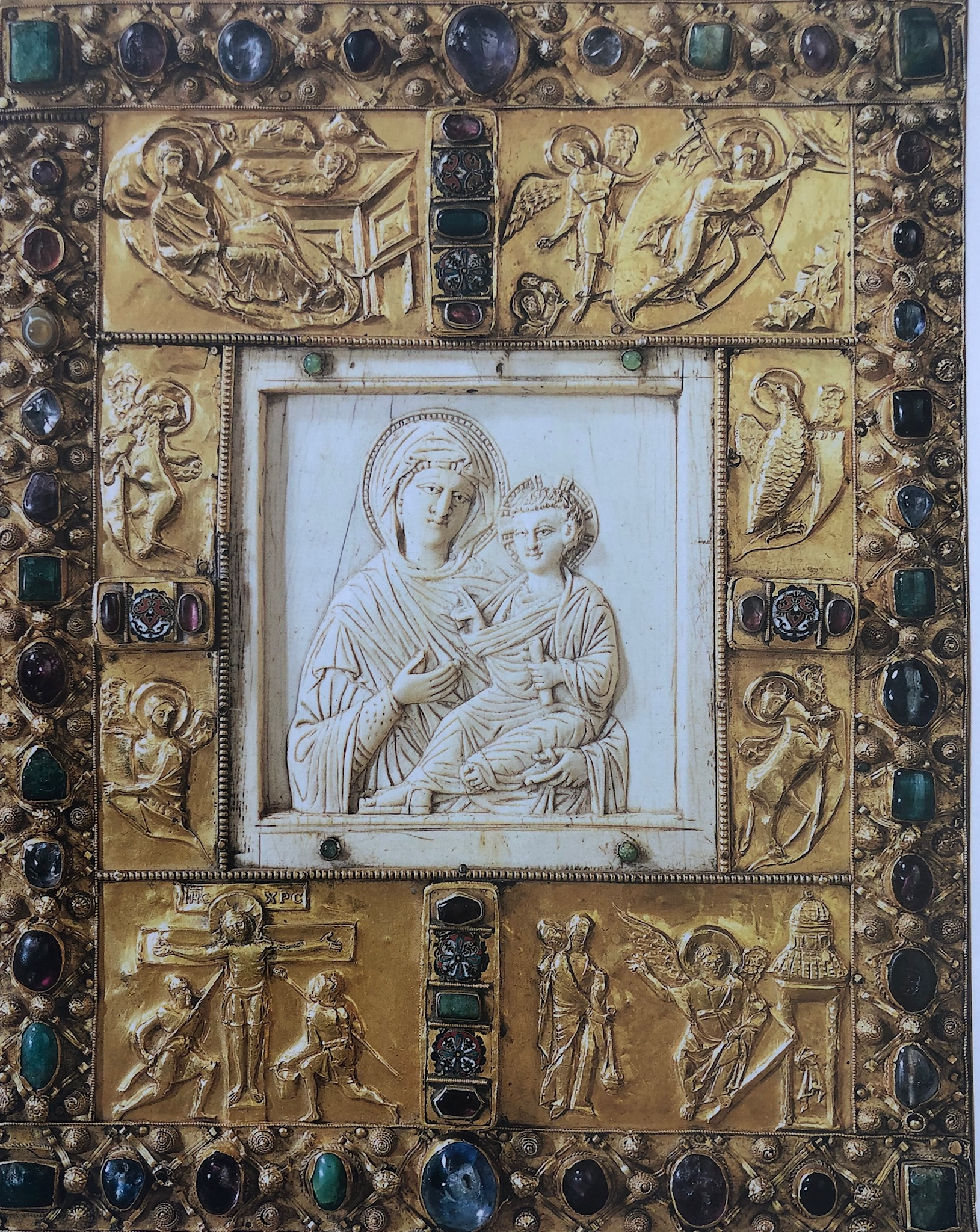
Copertina dell'Evangeliario di Liuthar, 1000 ca
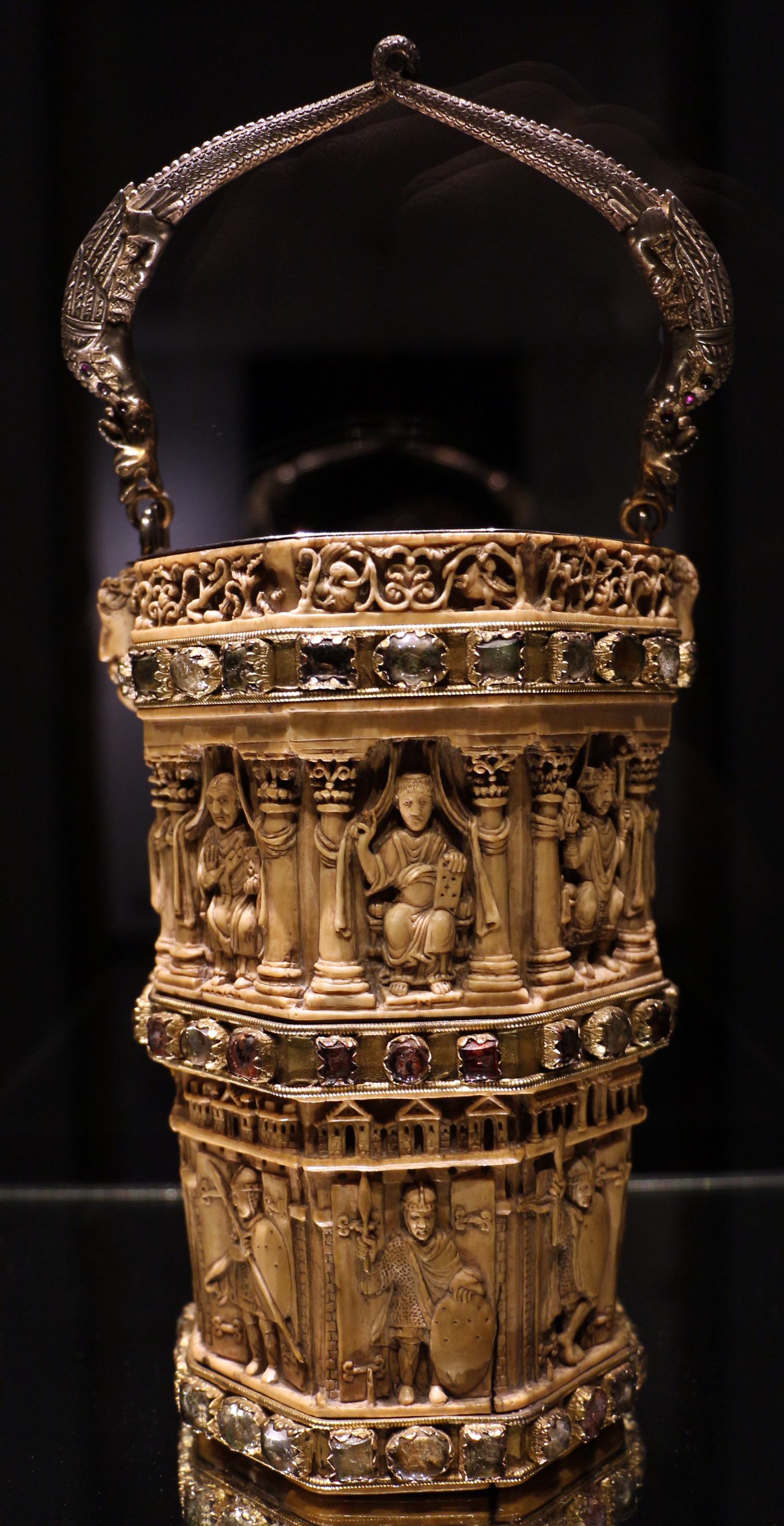
Situla, 1000 ca
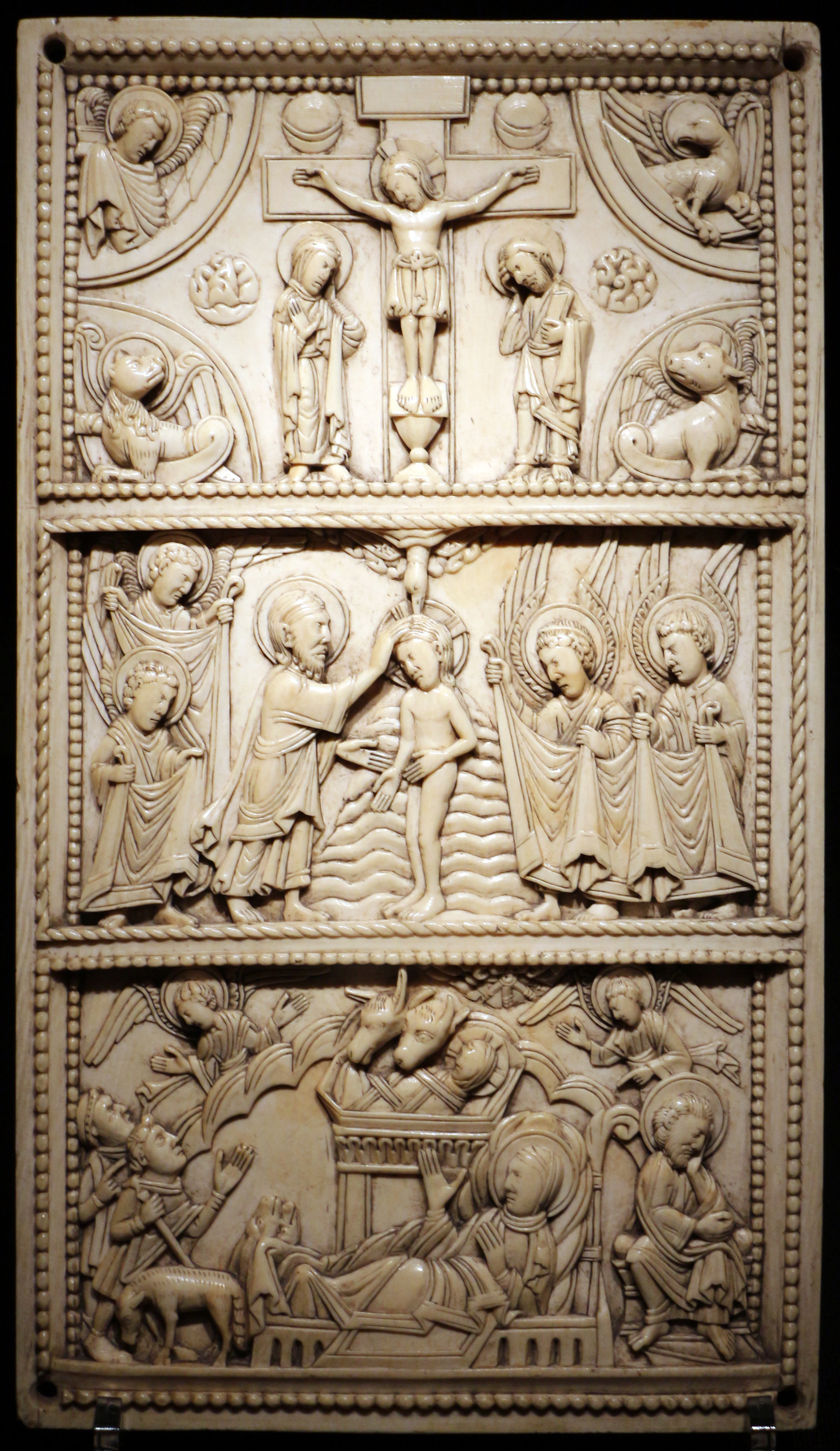
Rilievo in avorio, 1100 ca
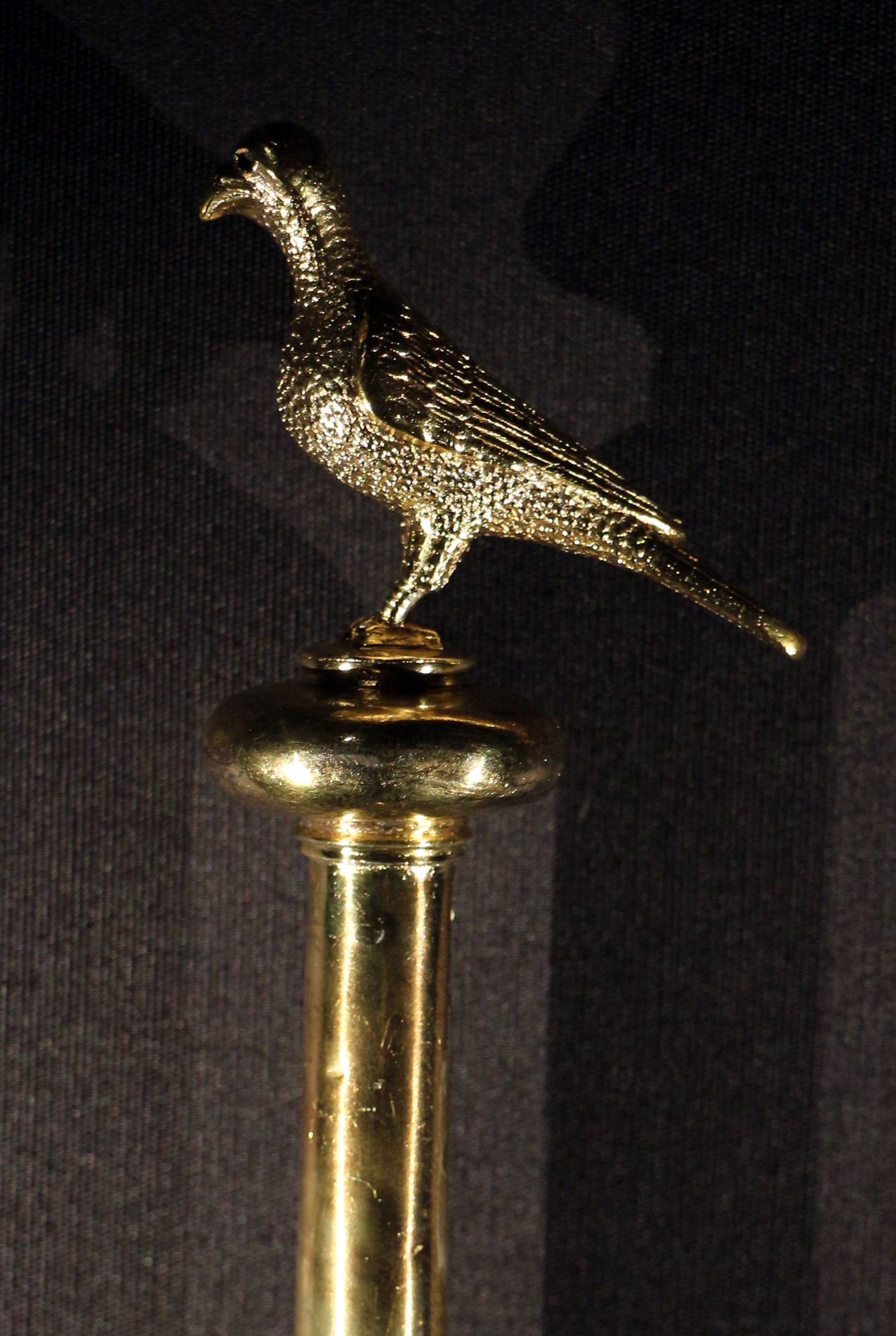
Scettro di Riccardo di Cornovaglia (puntale), 1220 ca

#### Devozione mariana
La cattedrale di Aquisgrana è dedicata a Santa Maria e la più preziosa testimonianza della sua venerazione come protettrice della diocesi, della città e della cattedrale è la Marienschrein, in cui è conservata anche la cosiddetta veste di Maria. Tuttavia questo manufatto, dato il suo assoluto rilievo storico e simbolico, è conservato stabilmente dentro la cattedrale. Tra i pezzi più importanti esposti nella sezione si trovano:
- Tre dipinti su lastra d'argento (58×50 cm e 52×42 cm) donati da Luigi I d'Ungheria, due raffiguranti la Madonna con Bambino e il terzo una Incoronazione di Maria, manifattura ungherese, prima del 1367[40];
- Altare Falkenstein (158×140 cm), trittico con Madonna col Bambino tra Santi e donatori, 1410 ca[41];
- Vita di Maria (125×105 cm), del Maestro della Vita di Maria di Aquisgrana, Colonia, 1485 circa. Si tratta di pannelli dipinti su entrambi i lati, i cui esterni mostrano la Madonna in una sala colonnata davanti a un sipario di broccato al centro, con un vecchio che si inginocchia e consegna un modello della cattedrale di Aquisgrana. Accanto sono posti San Leopardo e il vescovo Biagio di Sebaste. Sui due lati interni sono rappresentate a coppie, una sull'altra, otto scene della vita della Vergine. Le scene non sono mostrate cronologicamente, ma piuttosto determinate dalla successione delle otto feste mariane[42].
- Icona di Maria (101×83 cm), Andreas Ritzos, Creta, seconda metà del XV secolo[43];
- Una collezione di 43 abiti e diverse centinaia di gioielli relativi ad abbigliamento liturgico di statue della Vergine[44];
- Madonna col Bambino (h 80 cm), argento parzialmente dorato, Aquisgrana, 1280 ca[45];
- Madonna Sedes sapientiae, (h 110 cm), Mosa-Renania, 1310 circa[46];
- Madonna col Bambino (h 93 cm), Magonza o Colonia, 1320 circa[47];
- Madonna col Bambino (h 62 cm), argento parzialmente dorato, Aquisgrana o Basso Reno, 1350-60 circa[48];
- Madonna col Bambino, alabastro, inizi del XIV secolo, dalla zona d'ingresso della cattedrale;
- Corona di Margherita di York (h 13,2 cm), argento dorato con perle, pietre preziose e smalto, Londra, prima del 1461[49]. Il manufatto fu donato da Margherita nel 1474 durante una visita ad Aquisgrana come corredo per l'immagine della Madonna ed è ancora oggi usata come ornamento durante le processioni del Aachener Heiligtumsfahrt[44].

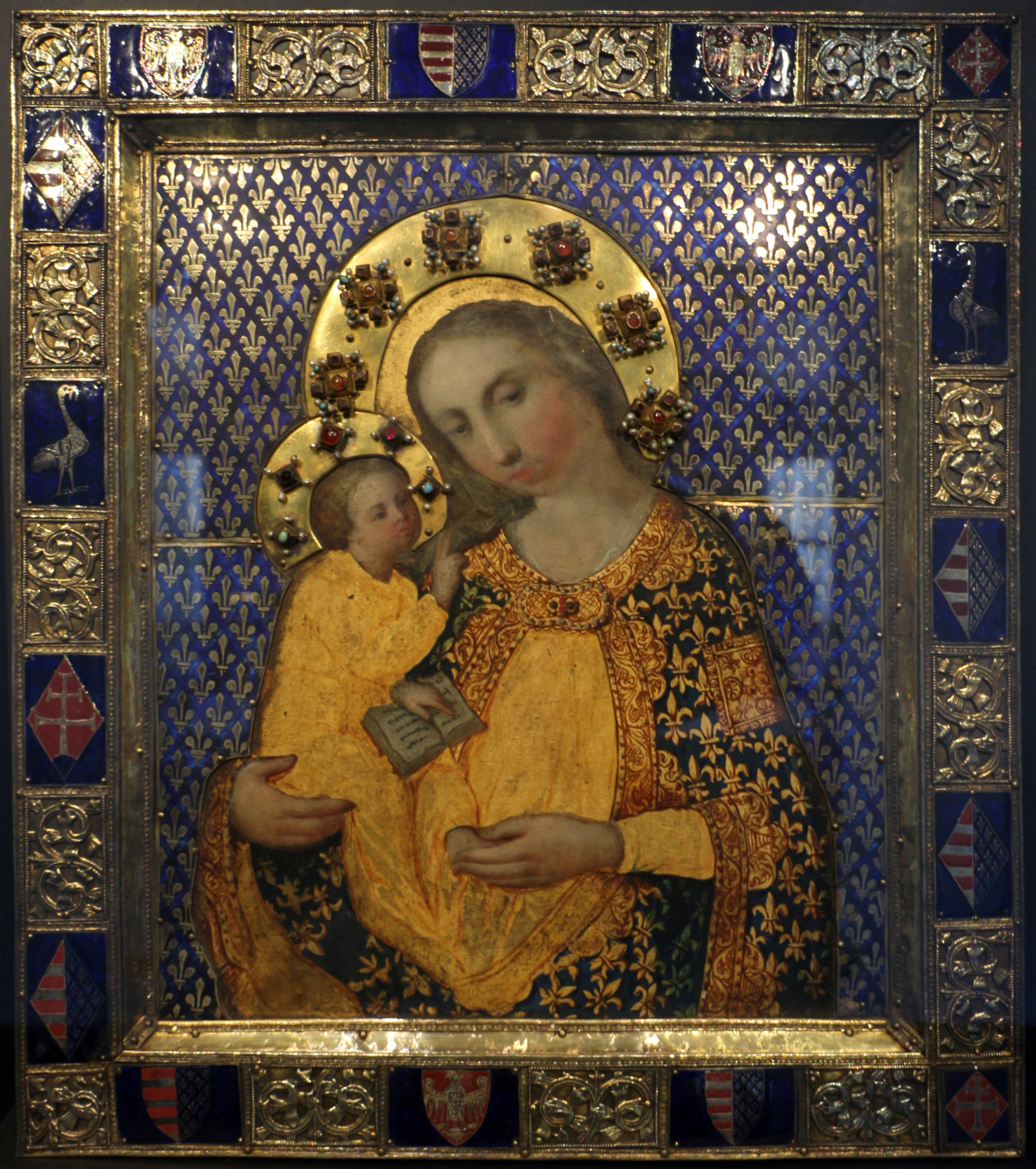
Icona di Maria, seconda metà del XV sec
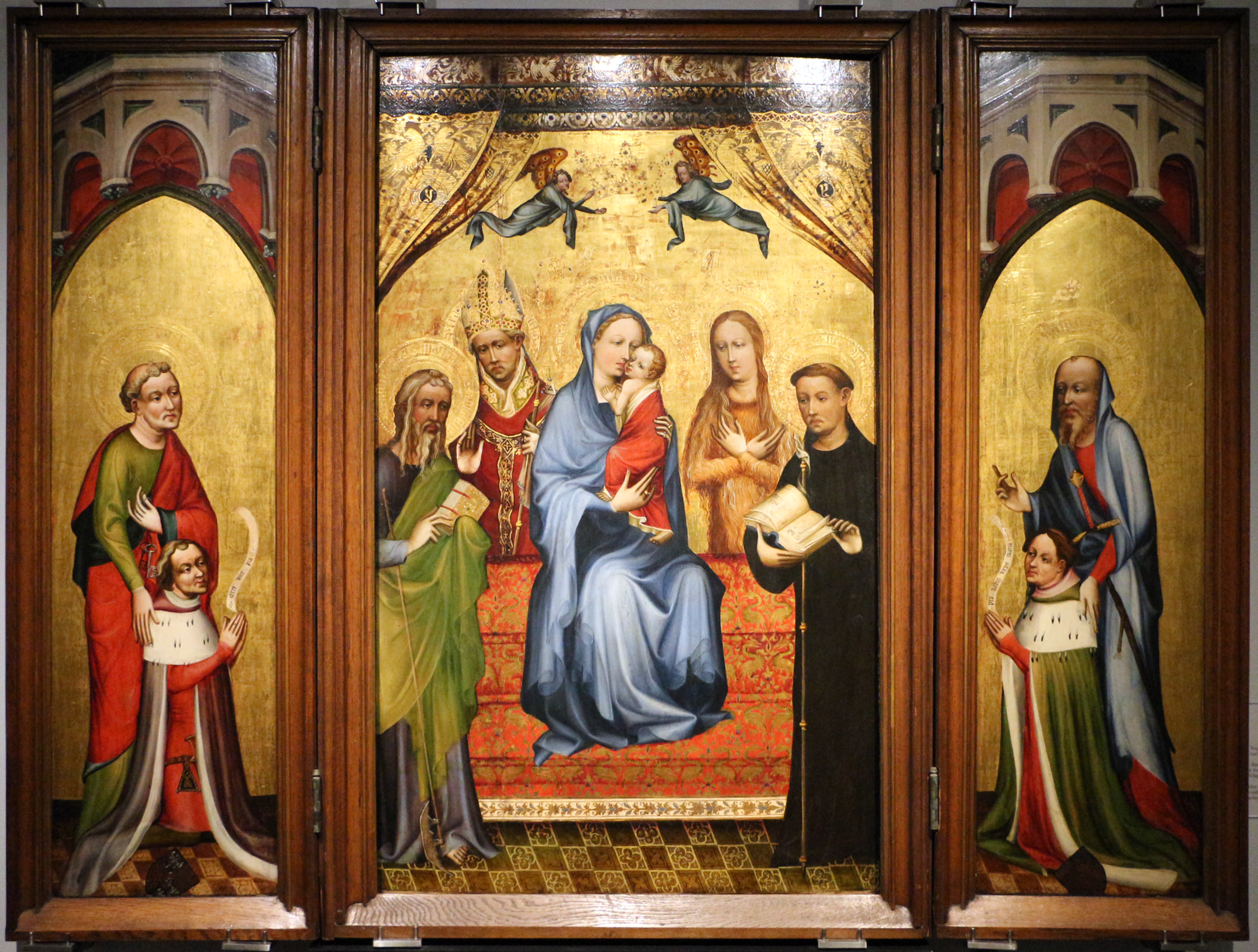
Altare Falkenstein, 1410 ca
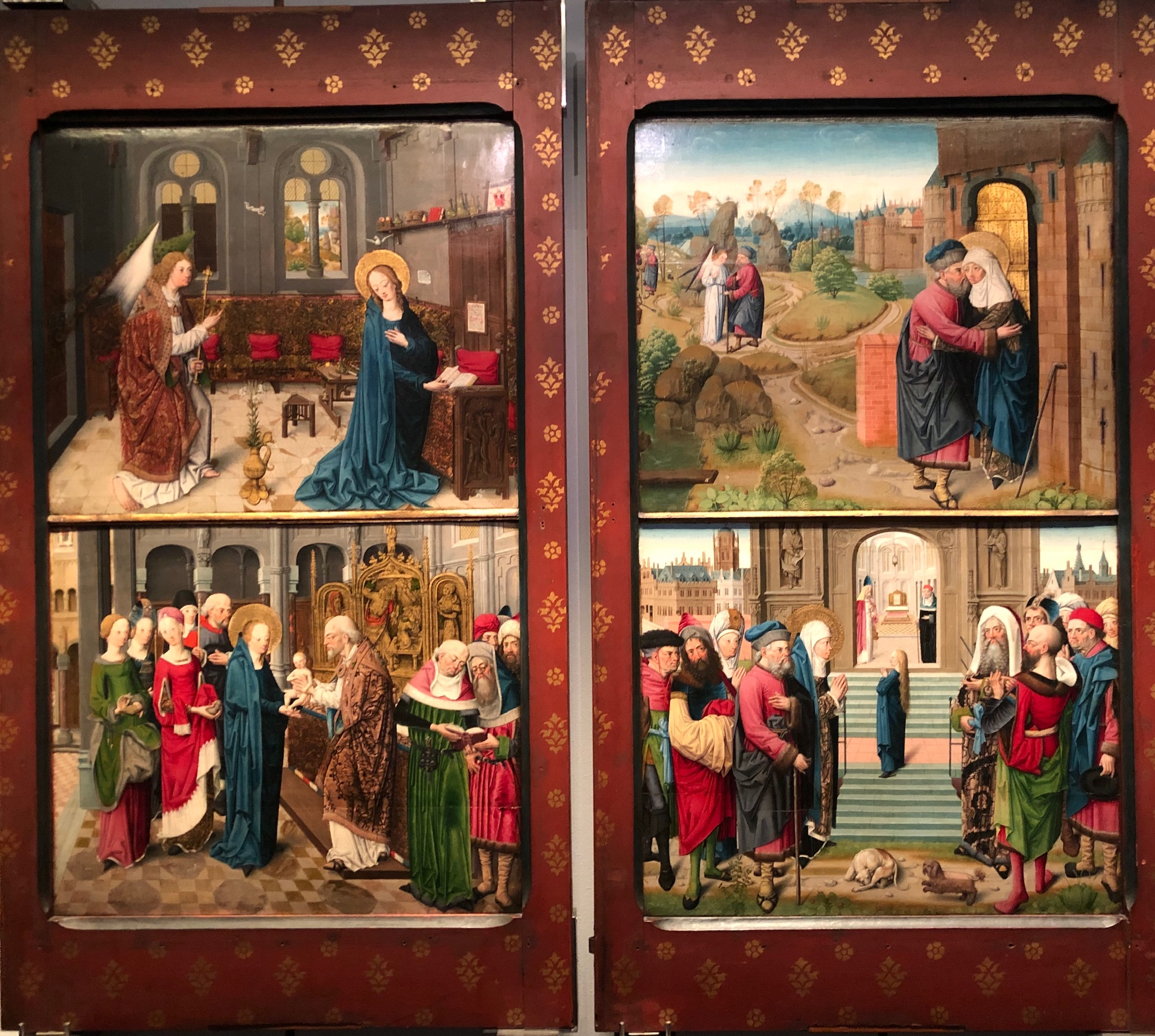
Pannelli della Vita di Maria, interno ala destra, 1485 circa
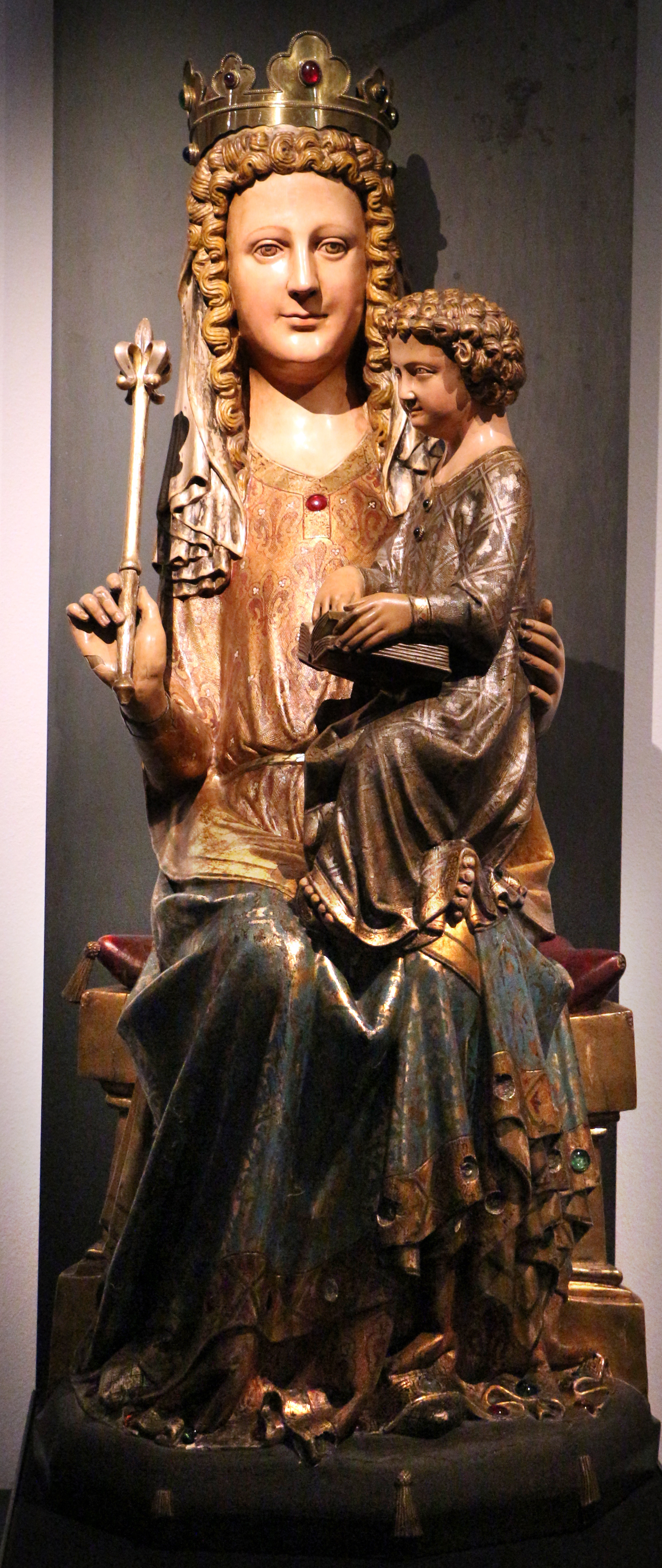
Madonna col Bambino, 1310 ca
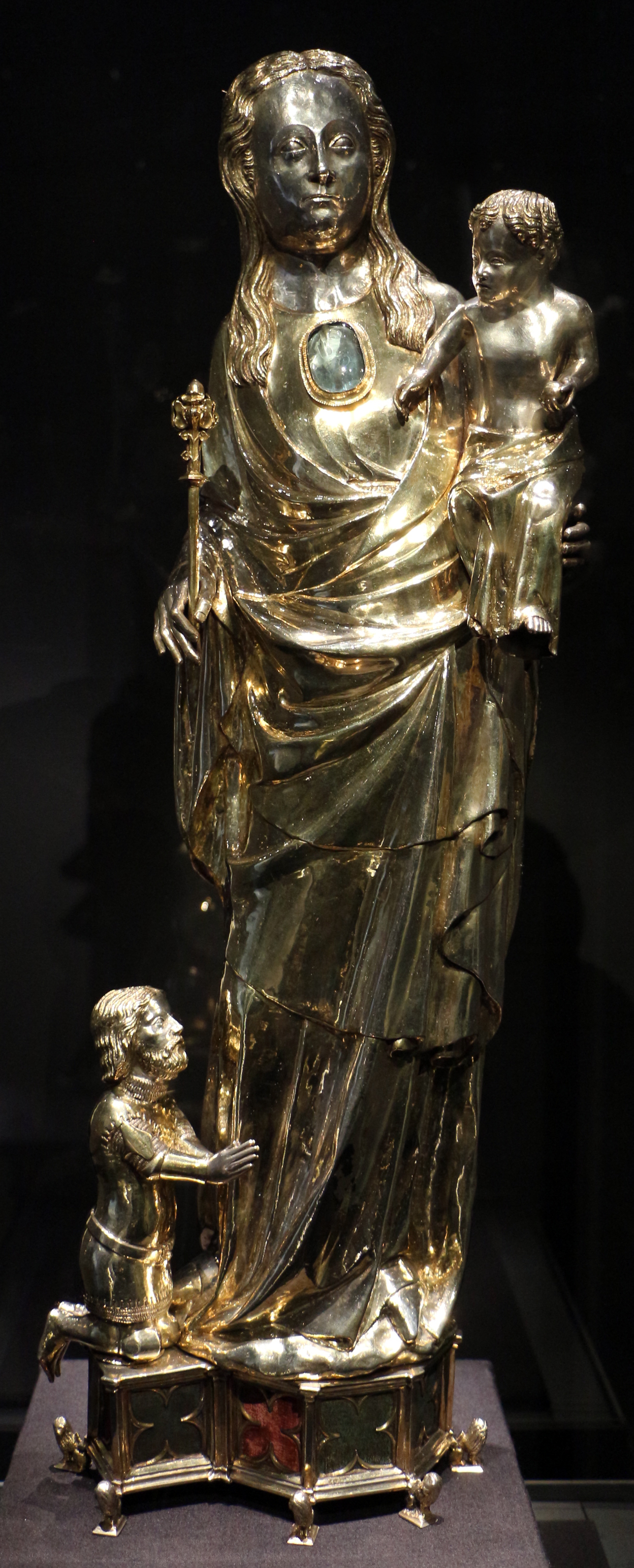
Madonna col Bambino, 1350-60 ca
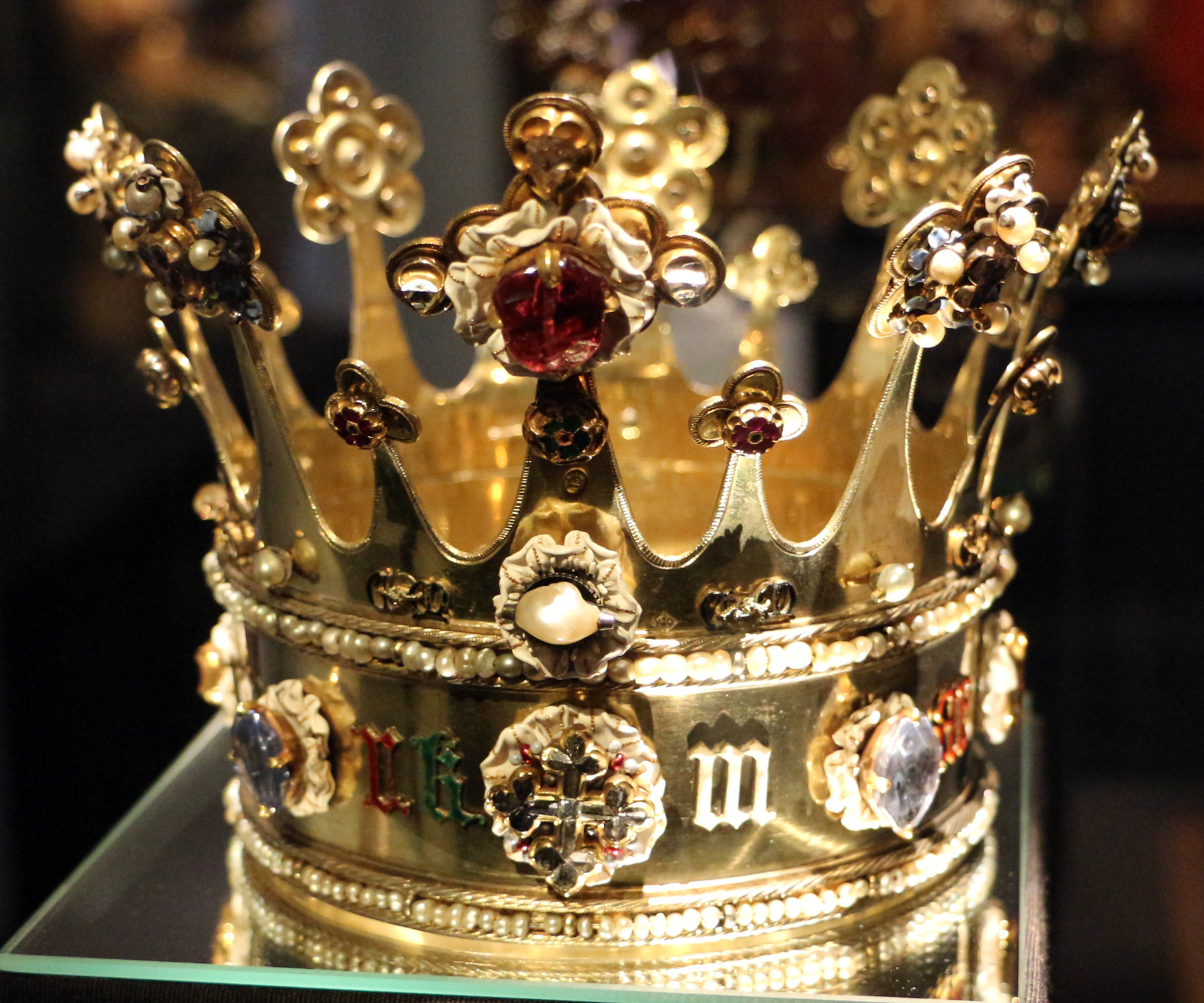
Corona di Margherita di York, pre 1461

#### Pellegrinaggio e reliquiari
Le reliquie della cattedrale e il pellegrinaggio, in particolare l'Aachener Heiligtumsfahrt che prevede il pellegrinaggio ai quattro santuari mariani di Aquisgrana ogni sette anni, sono i temi dell'ultima sezione espositiva. Sono qui esposti numerosi reliquiari, tra i quali quello di Ludovico Magno d'Ungheria, di Emerico d'Ungheria e due ostensori con le reliquie dei tre santi sovrani ungheresi Stephan, Ladislao ed Emmerich. Tra i pezzi più importanti esposti nella sezione si trovano inoltre:
- Reliquiario per la cintura di Maria (h 62,5 cm), Praga?, 1360 circa. Questo reliquiario e i due successivi costituiscono il gruppo dei cosiddetti tre "piccoli reliquiari", realizzati come dono di Carlo IV[50];
- Reliquiario per la cintura di Gesù (h 69,5 cm), Praga?, 1370-80 circa[51];
- Reliquiario per il Flagello di Gesù (h 54,5 cm), Praga?, 1380 circa[52];
- Reliquiario a disco (h 52 cm) con reliquie tra cui quella della Sacra spugna, argento dorato con cristallo di rocca, perle e pietre preziose, 1340-50 circa, con piatti champlevé di Maasland, 1160-70 e angeli del basamento del XIV secolo[53];
- Scrigno di Riccardo di Cornovaglia (79×40×38,5 cm), legno di cedro rivestito in pelle e ricoperto da 40 medaglioni in rame dorato, rilevati e smaltati, raffiguranti lo stemma del sovrano, Limoges?, 1258 circa[54][55]. Questo manufatto viene ancora utilizzato ogni sette anni durante l'Aachener Heiligtumsfahrt, in quanto vi sono conservate le reliquie di stoffa prelevate dal santuario mariano[56];
- Numerosi lucchetti decorati, realizzati appositamente per ogni visita al santuario o aperti durante il vespro di apertura, comprese le maniglie delle relative chiavi[57].
- Reliquiario di Atanasio (20×19×39 cm), argento parzialmente dorato e niellato, Antiochia, 1000 ca[58]. Secondo la tradizione contiene le spoglie di Atanasio di Alessandria e simboleggia il Santo Sepolcro, che, come luogo della Resurrezione, è anche un'immagine della Gerusalemme celeste[59]
- Reliquiario di San Felice (50×22,5×23 cm), legno rivestito in lamina d'argento e smalto cloisonné, italiano/bizantino?, XI secolo[60][61]. Secondo tradizione contiene le reliquie del santo vescovo Felice di Massa Martana e di altri martiri[62]. Il reliquiario presenta analogie stilistiche con l'altare portatile di Sant'Andrea a Treviri[63];
- Altare della Crocifissione (116×136 cm), del Maestro della leggenda di San Giorgio, Colonia, 1460 circa[64].
- Altare di Venceslao o altare di Boemia, in quanto originariamente riferito all'altare di San Venceslao donato da Carlo IV per i pellegrini boemi nella cattedrale di Aquisgrana[65][66];
- Reliquiario dei Santi Corona e Leopardo, realizzato nel 1912 dall'orafo di Aquisgrana Bernhard Witte, esposto solo in mostre speciali. Contiene le reliquie di santa Corona e di san Leopardo, che furono trasferite ad Aquisgrana nel 997, riscoperte durante scavi nel 1843 e infine recuperate nel 1910;
- Acquamanile in forma di busto (h 18, 3 cm), bronzo dorato, Aquisgrana, 1170/80 circa, utilizzato durante la Messa per il lavaggio delle mani;

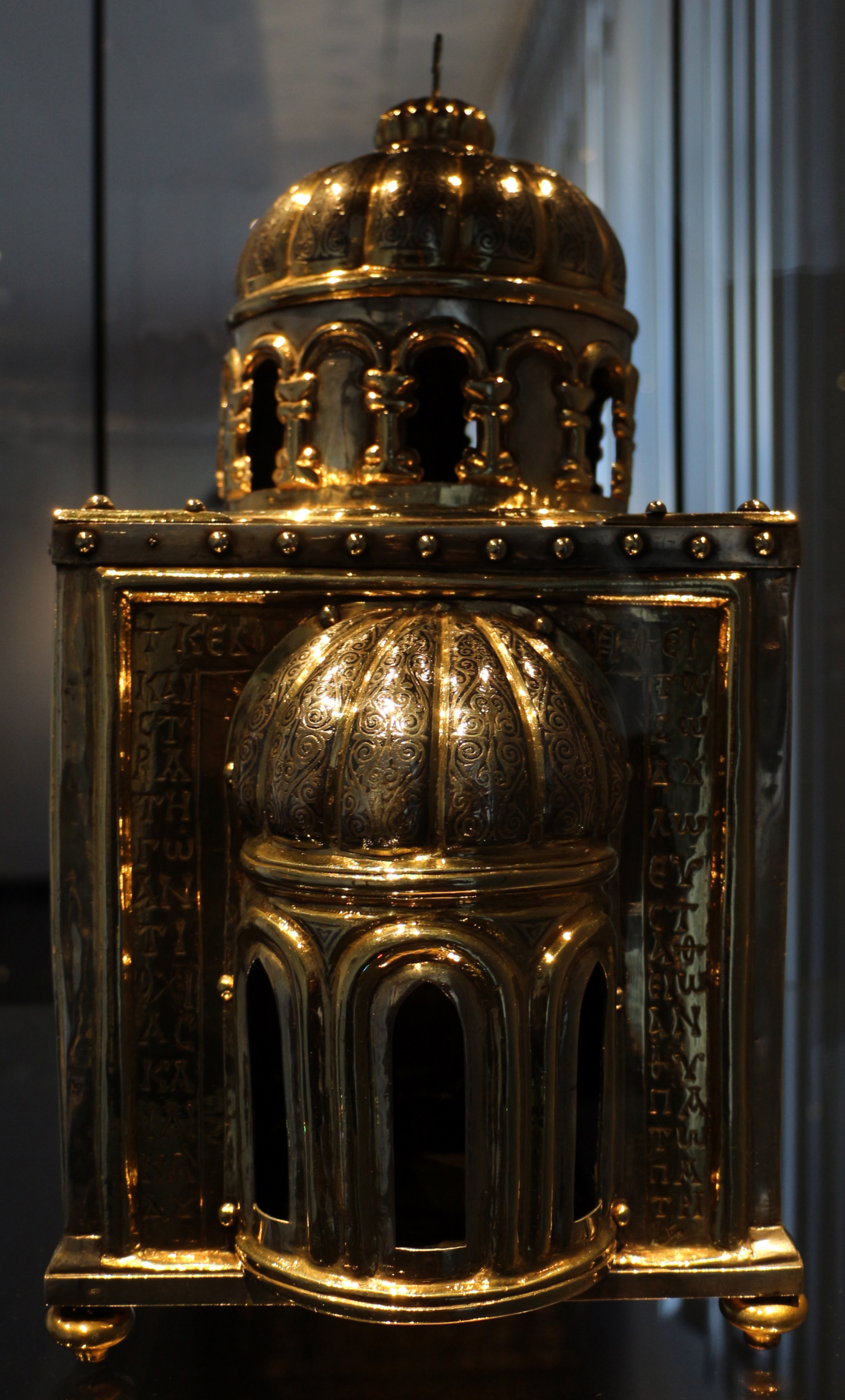
Reliquiario di Atanasio, 1000 ca
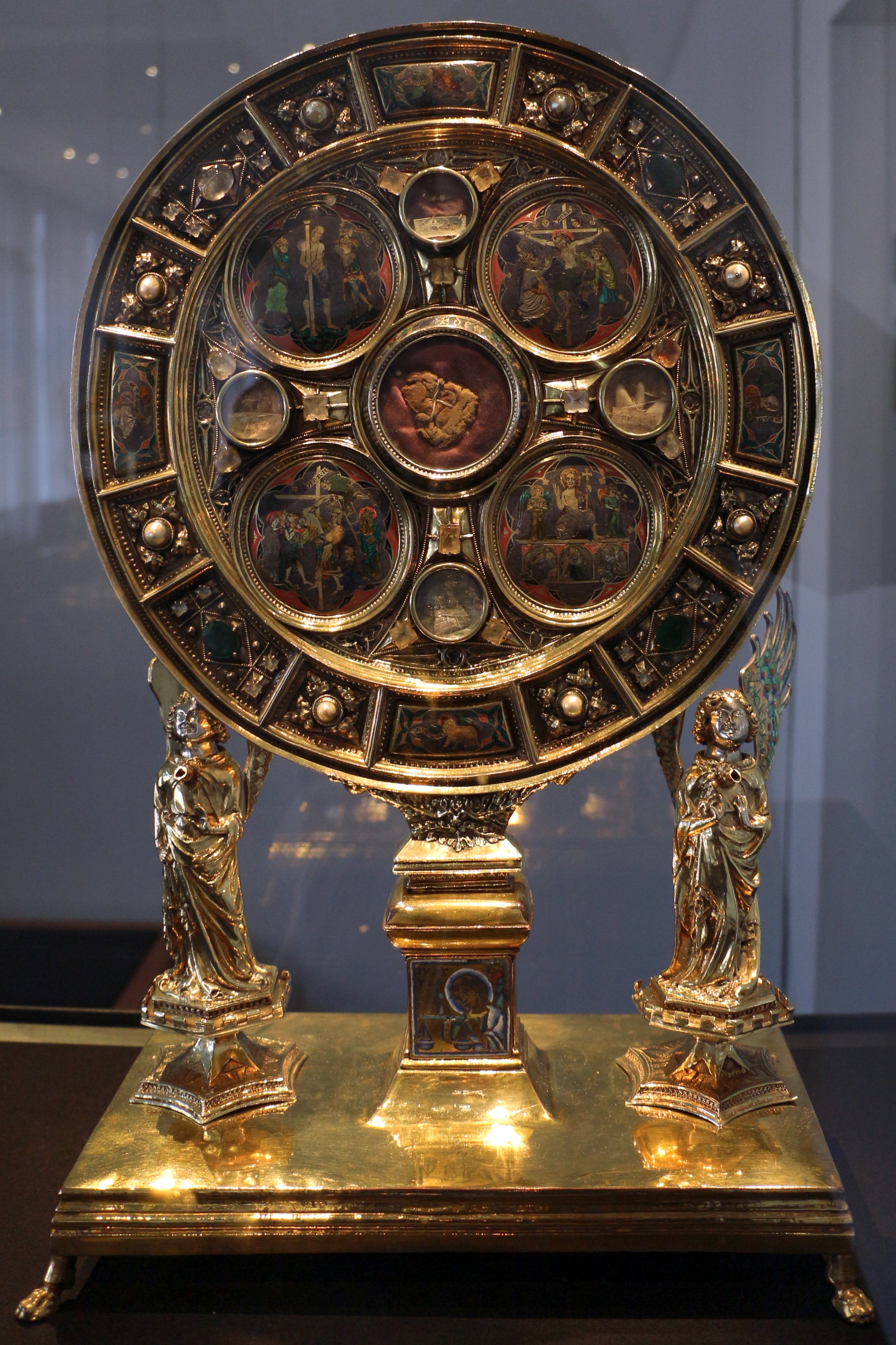
Reliquiario a disco, 1160-70 (angeli del basamento del XIV secolo)
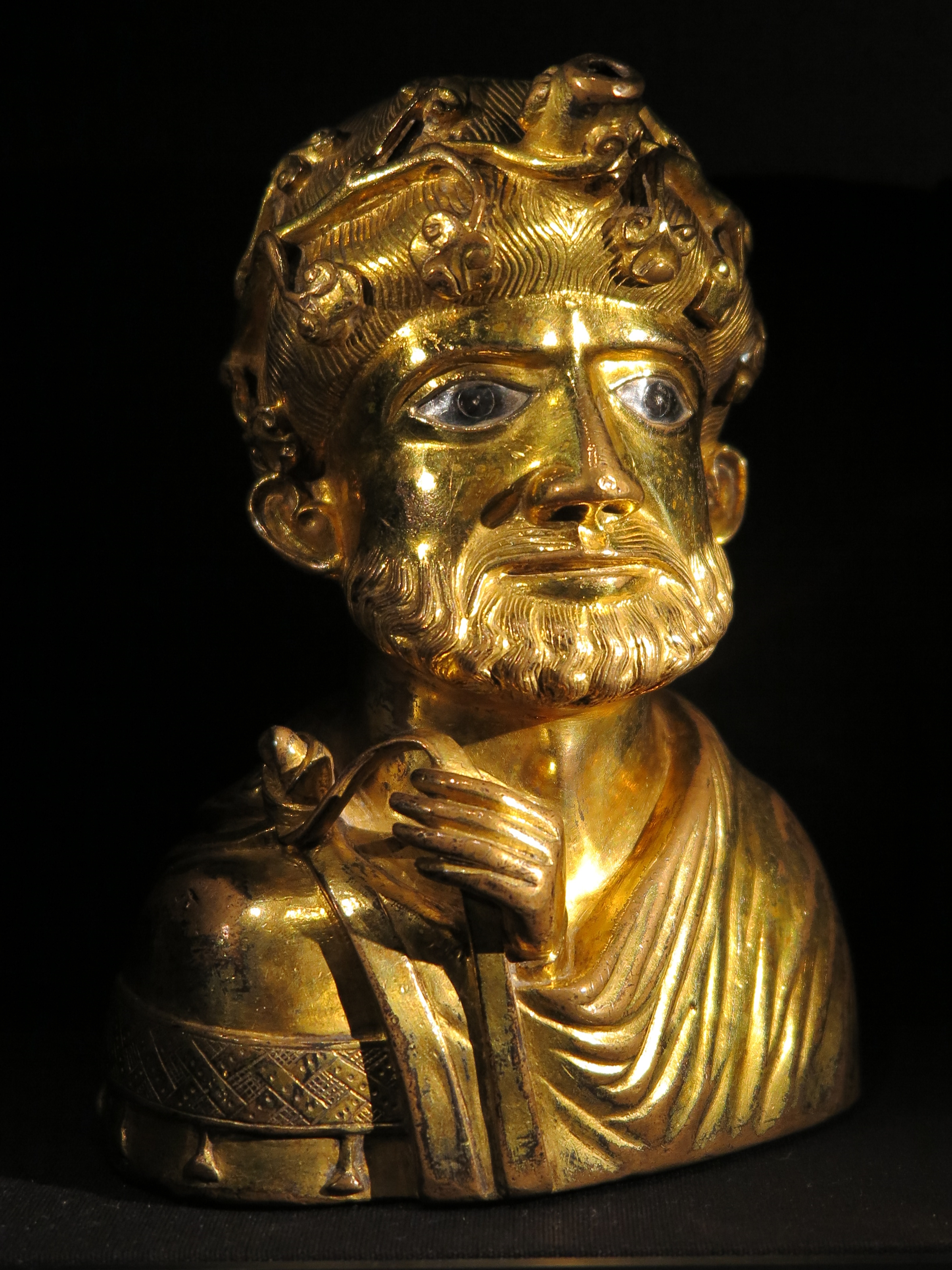
Acquamanile, 1170/80 circa
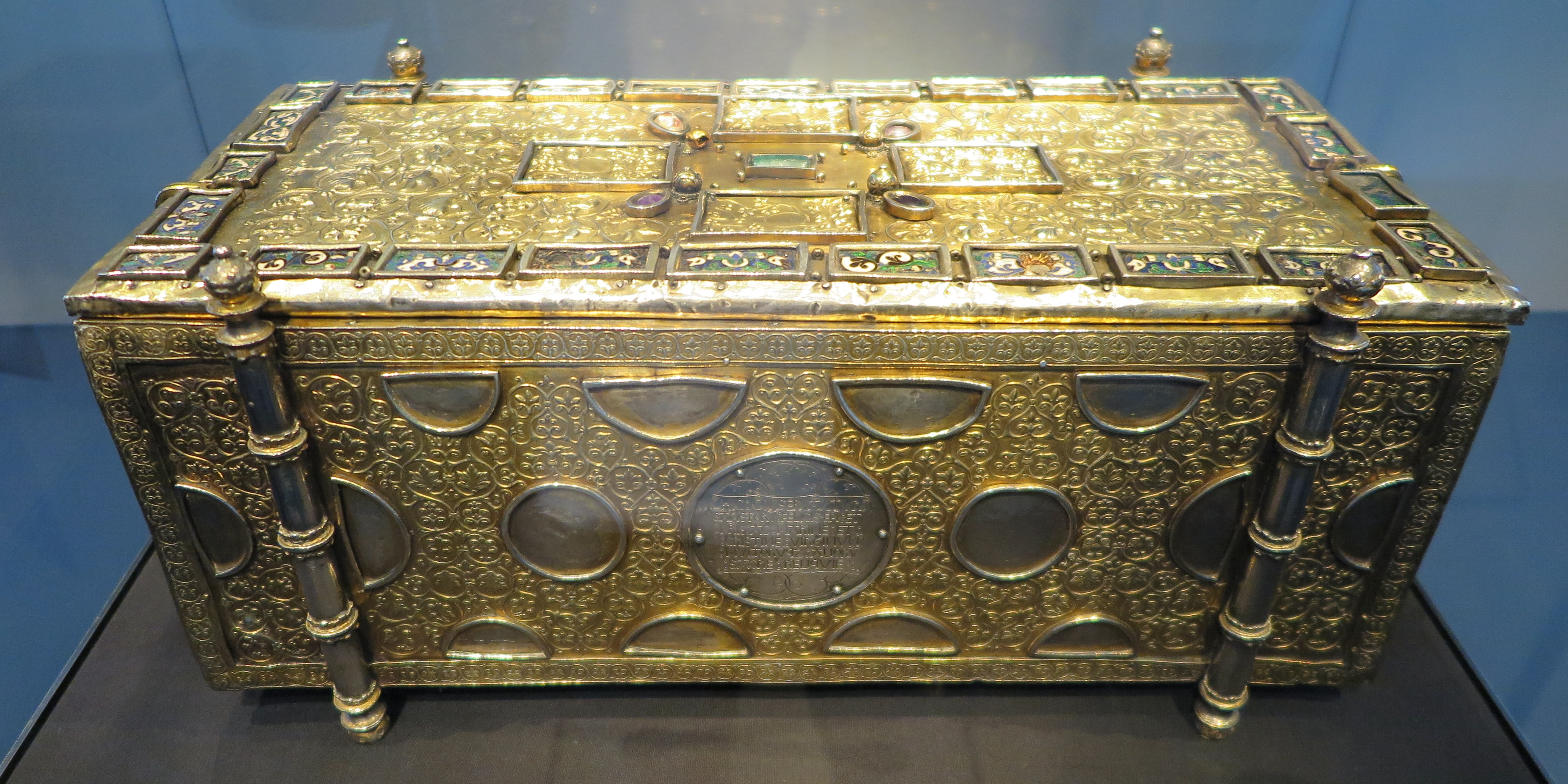
Reliquiario di Felice, XI secolo
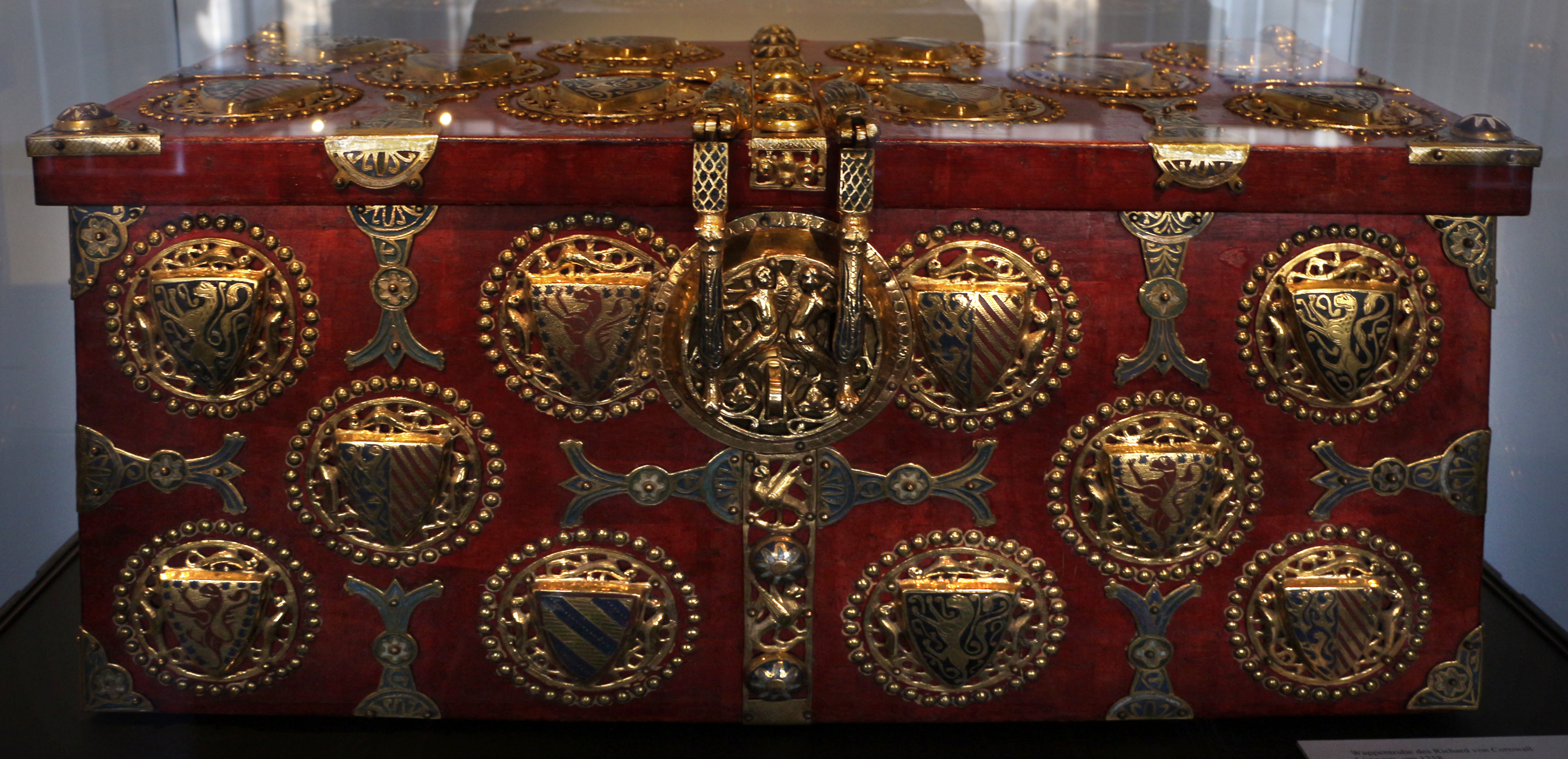
Scrigno di Riccardo di Cornovaglia, 1258 circa
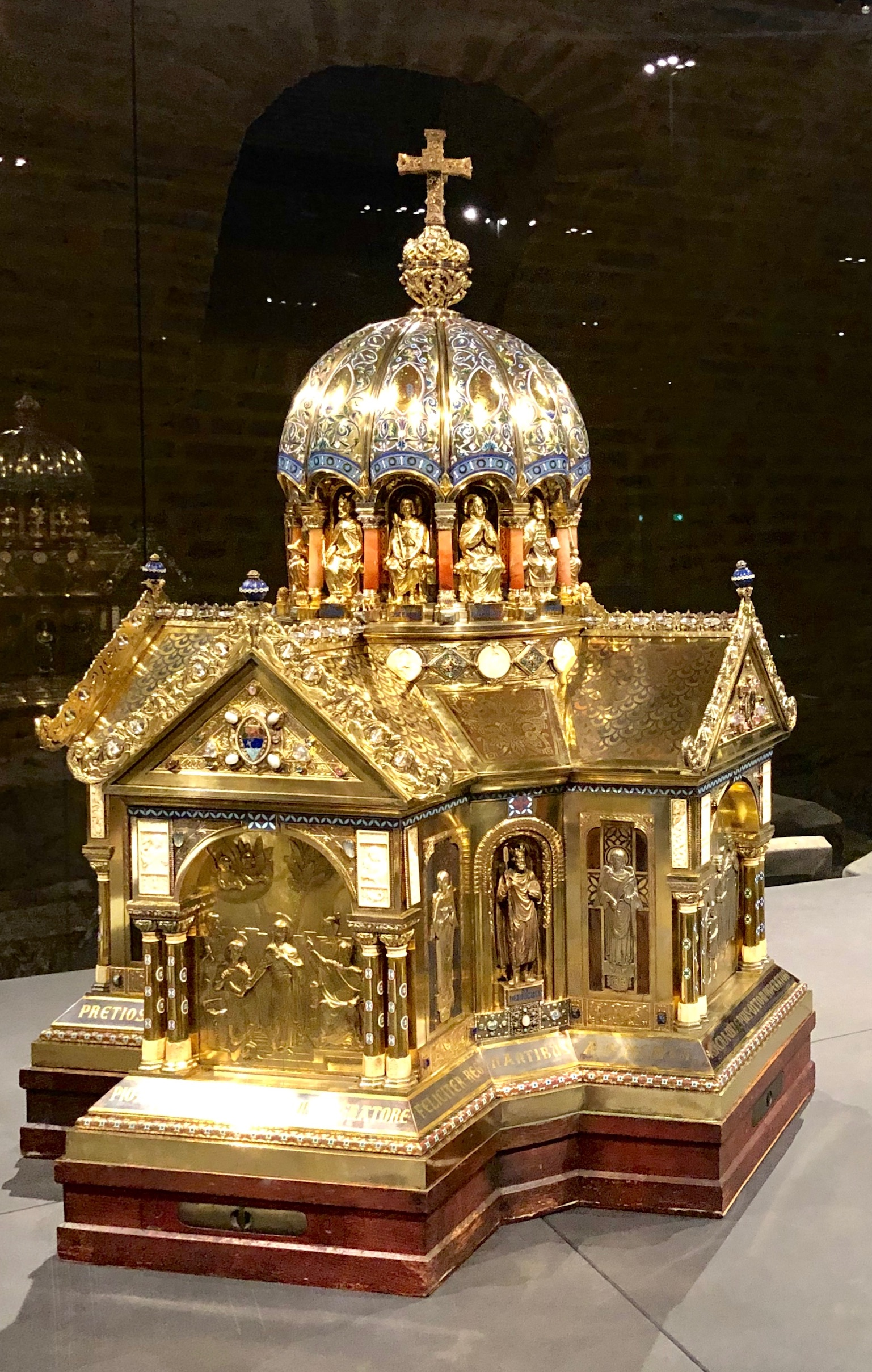
Reliquiario dei Santi Corona e Leopardo, 1912
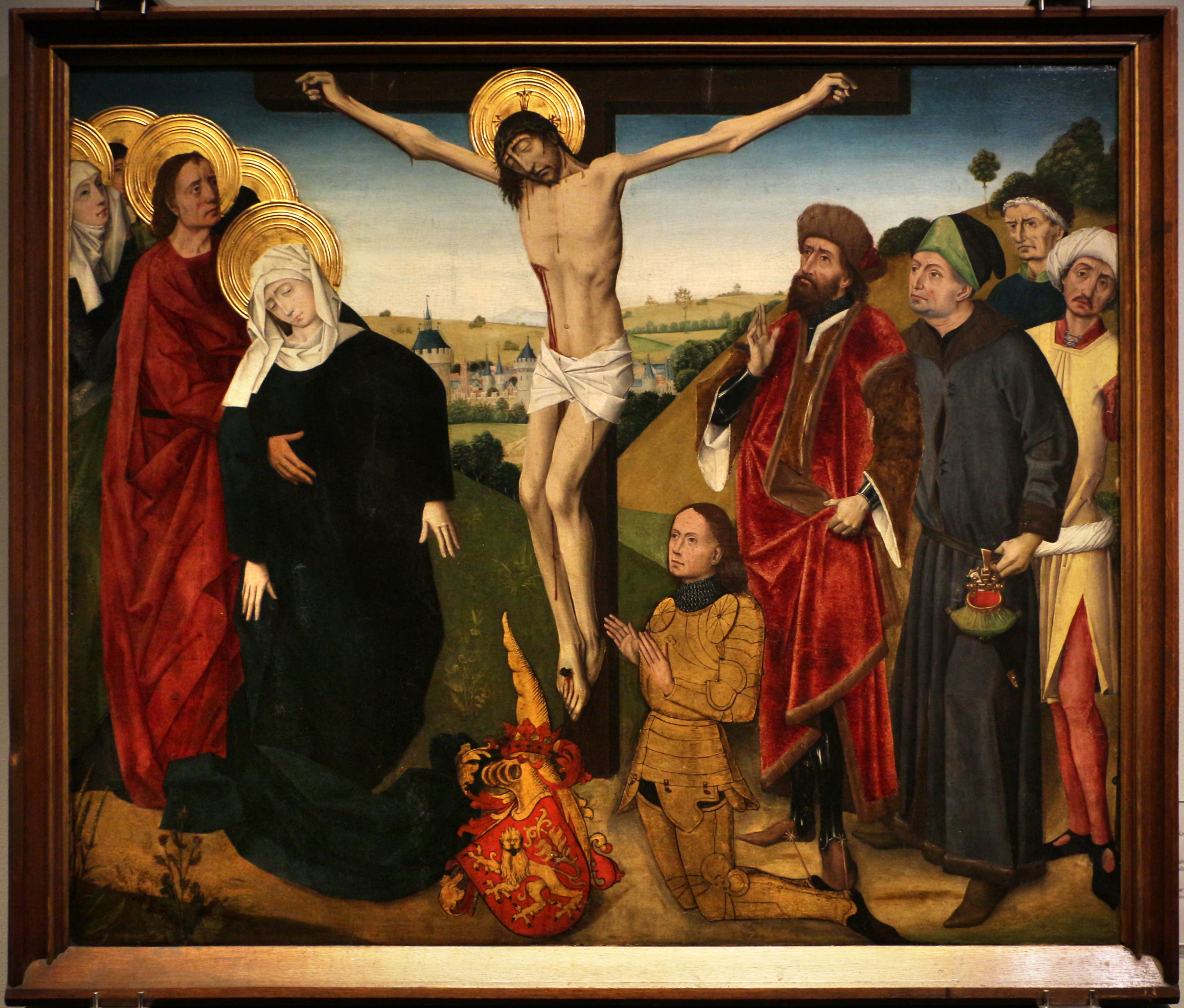
Altare della Crocifissione, 1460 ca

### Arte tessile
Nel grande vano voltato del seminterrato si trovano esposti i manufatti di natura tessile del tesoro. Alcuni pezzi di grande rilievo, come la Cappa Leonis, sono esposti stabilmente, mentre il resto del tesoro tessile, he comprende diverse migliaia di tessuti, è esposto sotto forma di selezione in costante rotazione. Il tesoro tessile comprende reliquie di tessuto antiche e altomedievali e tessuti di seta orientali e bizantini dal VI al X secolo, che venivano usati come bursen (coperture di reliquie). Tra i pezzi più importanti esposti nella sezione si trovano:
- Cappa Leonis, il manto utilizzato per l'incoronazione dell'imperatore del Sacro Romano Impero[69] (lunghezza 143 cm), intitolata erroneamente a papa Leone III. Probabilmente utilizzato all'incoronazione di Carlo IV (1349), Sigismondo (1414) e, con certezza, Carlo V (1520), risale al XIV secolo con aggiunte del XV e XVI secolo[70];
- Panno con elefanti, in seta (162×137,5 cm) con elefanti intrecciati, dal Karlsschrein, bizantino, prima del 1000[71];
- Casula del vescovo Bernhard, azzurro con seta gialla, Mosa o Renania (Aquisgrana?), 1150-1200 ca[72][73][67];
- Tessuto con conigli, panno di seta (125,5 × 239 cm) con conigli intrecciati, dal Karlsschrein, Sicilia, inizi del XIII secolo[74];
- Panno con grifoni, panno di seta (101×124 cm) con grifoni intrecciati, Lucca o Venezia, inizi del XIV secolo[75];
- Madonna ricamata, filo d'oro, d'argento e di seta su lino (71×57 cm), Bruxelles?, ante 1473[76];
- Pianeta ricamata raffigurante la vita di san Ludovico di Tolosa, Parigi o Italia, 1500 circa;
- Numerosi paramenti liturgici in forma di casule e piviali dal basso Medioevo fino al XX Secolo in seta, velluto e broccato, oltre a numerose vesti preziose per l'immagine miracolosa della Madonna nella cattedrale. La collezione di paramenti barocchi è considerata la più grande dell'intera Renania[67].

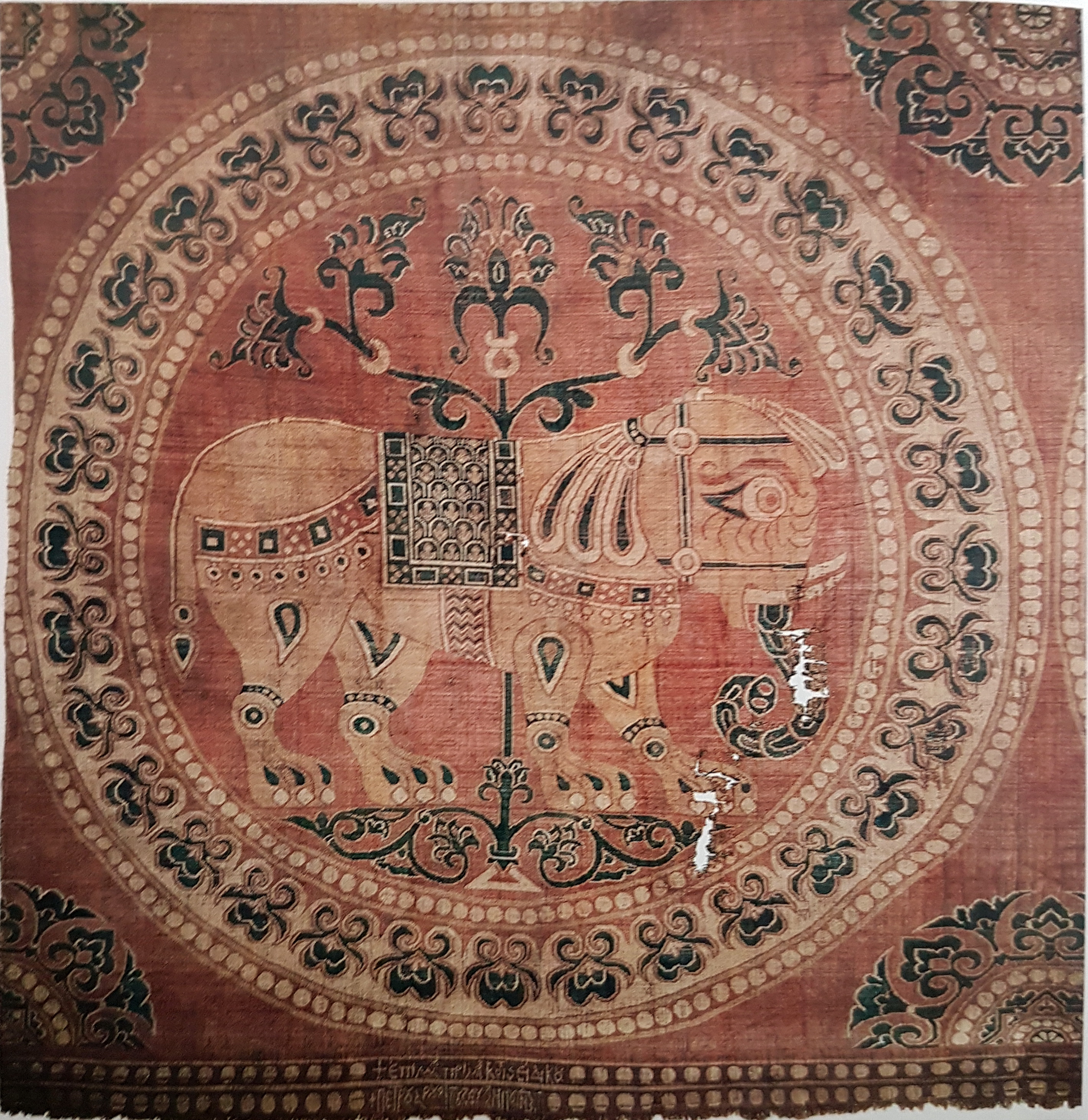
Panno con elefanti, prima del 1000
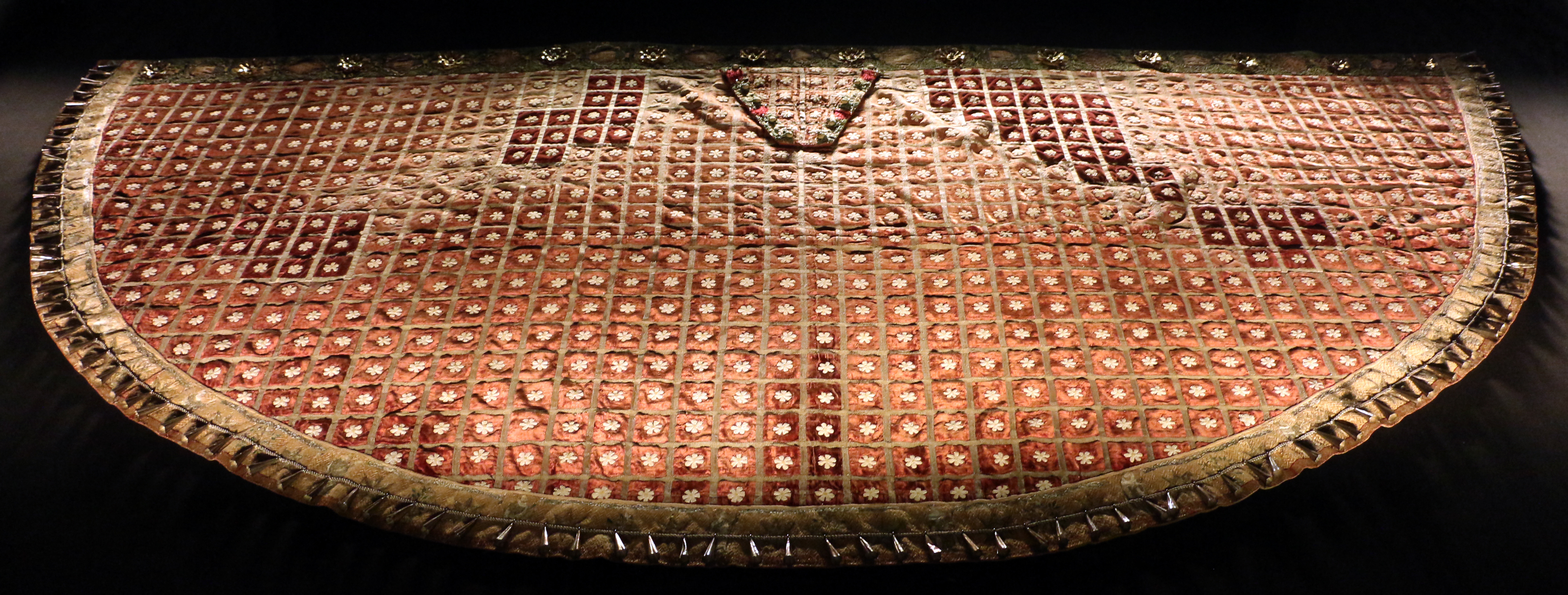
Cappa Leonis, XIV sec e ss.
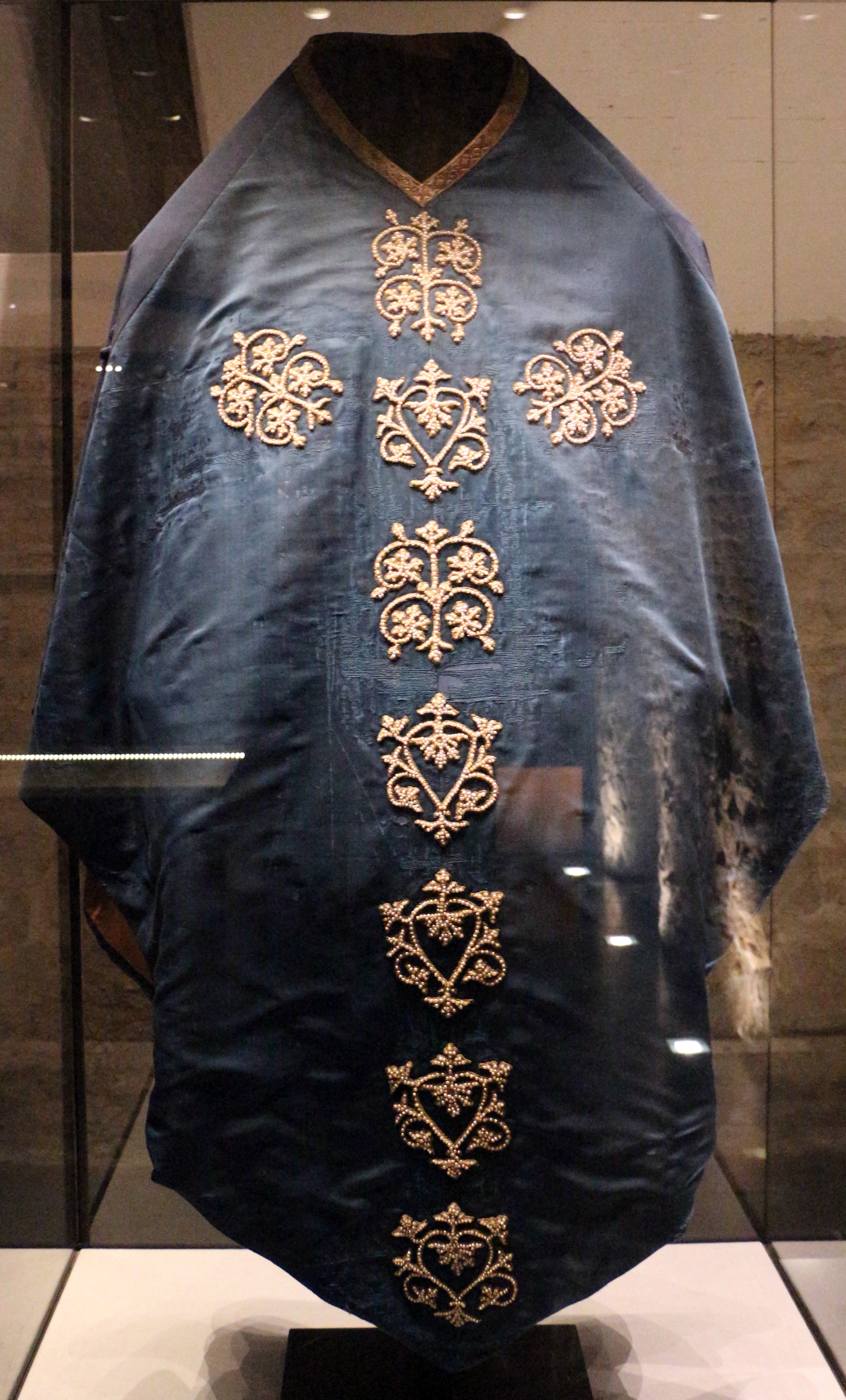
Casula del vescovo Bernhard, 1150-1200 ca
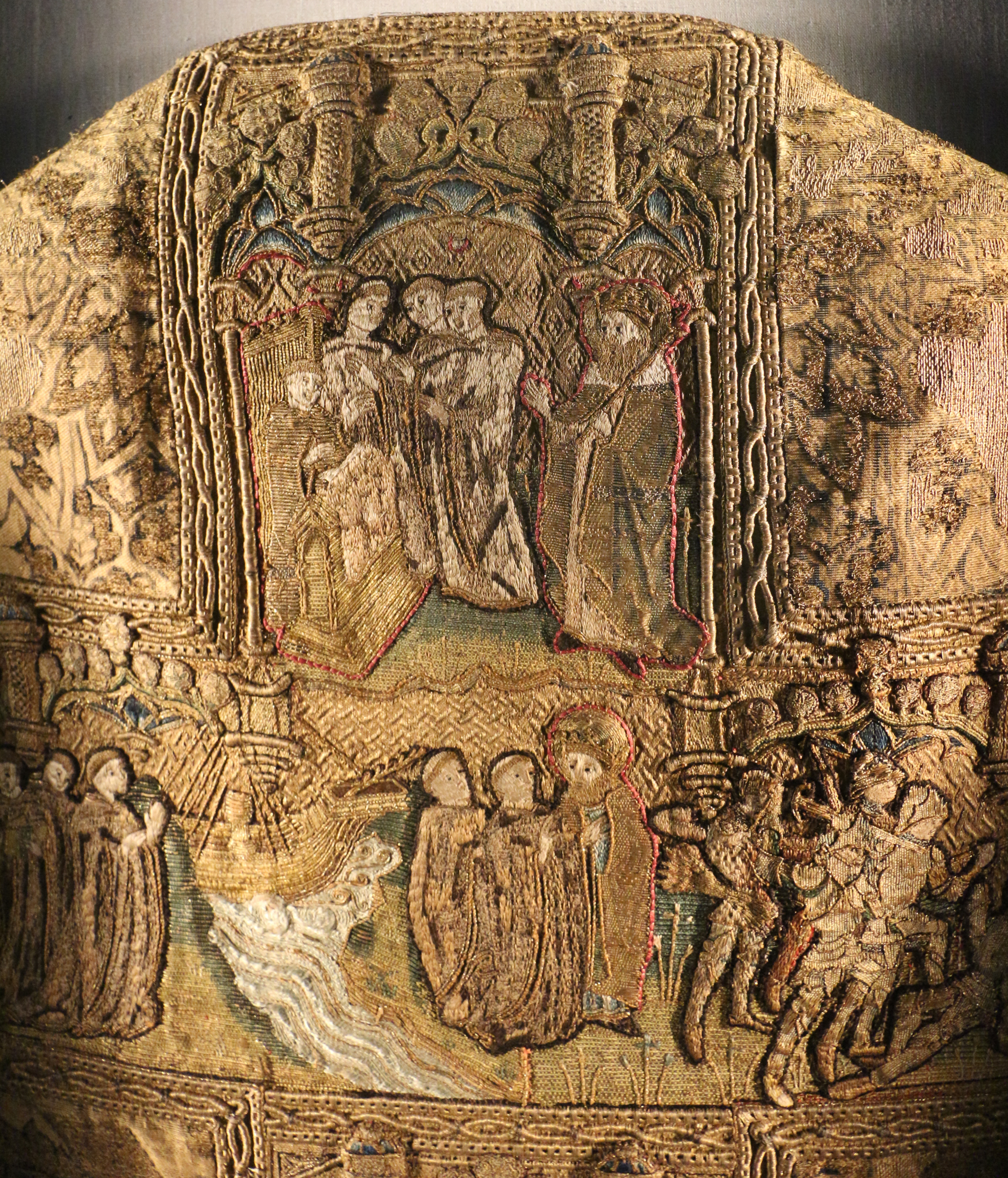
Pianeta con storie della vita di san Ludovico, 1500 ca
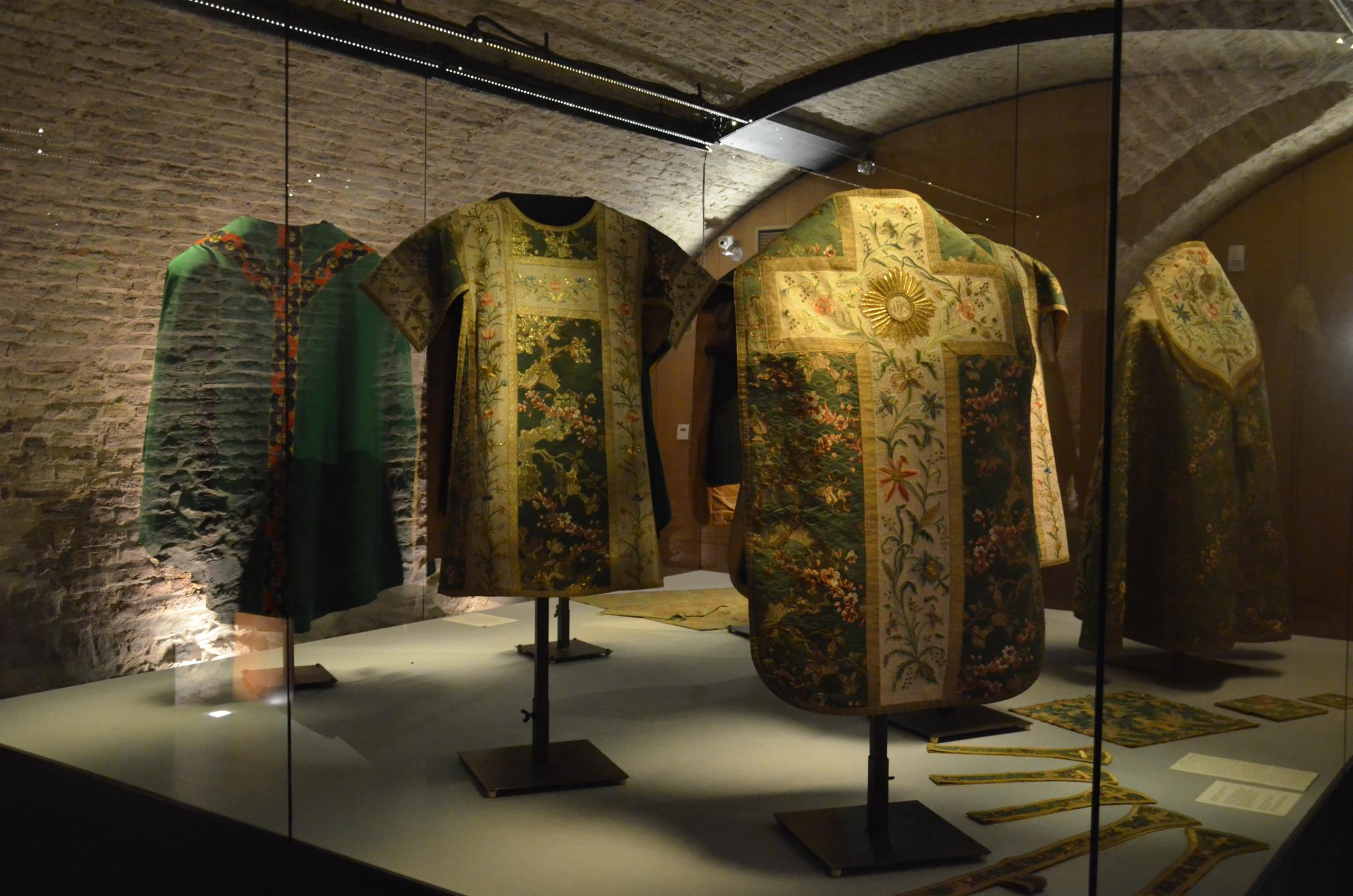
Casule barocche (XVII-XVIII sec)

### Varie
Al piano superiore si conserva una collezione di abiti e accessori vescovili, tra cui bastoni pastorali, mitre, croci pettorali e anelli vescovili, oltre a una rappresentazione cronologica della storia della diocesi di Aquisgrana.
Dal 20 giugno al 21 Settembre 2014, nella mostra speciale Lost Treasures, sono state raccolte alcune di quelle opere d'arte hanno fatto parte del tesoro della cattedrale e sono state successivamente vendute, rubate o regalate, alcune presenti solo sotto forma di copie.

## Direttori
Herta Lepie è stata direttrice del tesoro della cattedrale dal 1978 al 1986 e direttrice del dipartimento di oreficeria della cattedrale di Aquisgrana dal 1987 fino al suo pensionamento nel 2003. Georg Minkenberg ha assunto la gestione del tesoro della cattedrale dal 1994 fino alla sua morte nel marzo 2016. Birgitta Falk è stata nominata suo successore nel giugno 2016.